# Torneo Federal B 2014
El Torneo Federal B 2014, también llamado Torneo de Transición Federal B 2014, fue la primera temporada de dicho certamen, perteneciente a la cuarta categoría del fútbol argentino. Los equipos descendidos del Torneo Argentino A fueron Rivadavia (L), Racing (O) y Central Norte (S); a la vez que ascendieron 30 del Torneo del Interior 2014. 
Dado su carácter de transición o clasificatorio, tuvo siete ascensos al Torneo Federal A 2015 y ningún descenso. También, por tal motivo se invitó a diecisiete equipos de la división a participar en el Torneo Federal A 2014, mientras que otros dieciséis fueron invitados al Federal B.

## Ascensos y descensos
- Equipos salientes

| Zona    | Descendidos del Argentino B 2013/14 |
| ------- | ----------------------------------- |
| Zona 1  | Deportivo Río Dorado                |
| Zona 1  | Tiro y Gimnasia                     |
| Zona 2  | Unión Güemes                        |
| Zona 2  | Libertad (CS)                       |
| Zona 3  | Villa Cubas                         |
| Zona 3  | Sportivo Fernández                  |
| Zona 4  | Atenas de Pocito                    |
| Zona 4  | Leonardo Murialdo                   |
| Zona 5  | San Martín (MC)                     |
| Zona 5  | San Martín (M)                      |
| Zona 6  | Defensores de La Boca               |
| Zona 6  | Independiente (LR)                  |
| Zona 7  | Argentino Quilmes (R)               |
| Zona 7  | 9 de Julio (R)                      |
| Zona 8  | Deportivo Curupay                   |
| Zona 8  | Central Goya                        |
| Zona 9  | San Martín (F)                      |
| Zona 9  | Atlético Laguna Blanca              |
| Zona 10 | Jorge Newbery (VT)                  |
| Zona 10 | Jorge Ross                          |
| Zona 11 | Sportivo Barracas (C)               |
| Zona 11 | Defensores de Salto                 |
| Zona 12 | Belgrano (Z)                        |
| Zona 12 | Náutico Hacoaj                      |
| Zona 13 | Defensores de Buena Parada          |
| Zona 13 | Villa Congreso                      |
| Zona 14 | Estudiantes Unidos                  |
| Zona 14 | Círculo Italiano                    |
| Zona 15 | Petrolero Austral                   |

| Posición | Ascendidos al Torneo Federal A 2014 |
| -------- | ----------------------------------- |
| Campeón  | Deportivo Madryn                    |
| Campeón  | Atlético Paraná                     |
| Campeón  | Gimnasia y Esgrima (M)              |

- Equipos entrantes

| Posición | Ascendidos del Torneo del Interior 2014 |
| -------- | --------------------------------------- |
| Campeón  | Boxing Club                             |
| Campeón  | Maronese                                |
| Campeón  | General Belgrano (SR)                   |
| Campeón  | Sarmiento (CS)                          |
| Campeón  | Defensores De Valeria Del Mar           |
| Campeón  | Ferrocarril Roca (LF)                   |
| Campeón  | Social Obrero                           |
| Campeón  | Bragado Club                            |
| Campeón  | Sportivo Baradero                       |
| Campeón  | El Linqueño                             |
| Campeón  | La Emilia                               |
| Campeón  | La Salle Jobson                         |
| Campeón  | Defensores de Pronunciamiento           |
| Campeón  | Libertad (C)                            |
| Campeón  | Jorge Gibson Brown                      |
| Campeón  | Comercio (SS)                           |
| Campeón  | San Carlos (LE)                         |
| Campeón  | Comercio Central Unidos                 |
| Campeón  | Güemes (SdE)                            |
| Campeón  | Independiente (F)                       |
| Campeón  | Bella Vista (T)                         |
| Campeón  | Atlético Famaillá                       |
| Campeón  | Almirante Brown (L)                     |
| Campeón  | Atlético Pellegrini (S)                 |
| Campeón  | Américo Tesorieri (LR)                  |
| Campeón  | Sportivo Peñarol (C)                    |
| Campeón  | Colón Juniors                           |
| Campeón  | Luján SC                                |
| Campeón  | Huracán Las Heras                       |
| Campeón  | Sportivo Balloffet                      |

| Posición | Descendidos del Argentino A 2013/14 |
| -------- | ----------------------------------- |
| Zona A   | Rivadavia (L)                       |
| Zona B   | Racing (O)                          |
| Zona C   | Central Norte (S)                   |

## Reestructuración

### Invitaciones
El Consejo Federal decidió invitar a un total de catorce (14) equipos, de los cuales tan solo uno decidió no tomar parte del torneo, Petrolero Austral de Río Gallegos.
| Provincia                | Equipo                                   | Ciudad                       | Liga de origen                        |
| ------------------------ | ---------------------------------------- | ---------------------------- | ------------------------------------- |
| Interior de Buenos Aires | Club Defensores de Salto                 | Salto                        | Liga de Fútbol de Salto               |
| Catamarca                | Club Sportivo Villa Cubas                | Catamarca                    | Liga Catamarqueña de Fútbol           |
| Chaco                    | Club Atlético Sportivo                   | Presidencia Roque Sáenz Peña | Liga Saenzpeñense de fútbol           |
| Chaco                    | Club Sportivo Juventud Unida             | Charata                      | Liga de Fútbol del Noroeste Chaqueño  |
| Córdoba                  | Club Sportivo y Biblioteca Atenas        | Río Cuarto                   | Liga Regional de fútbol de Río Cuarto |
| Jujuy                    | Club Sociedad de Tiro y Gimnasia         | San Pedro                    | Liga Regional de Jujuy                |
| Jujuy                    | Asociación de Tiro y Deportes Río Grande | La Mendieta                  | Liga Regional Jujeña de Fútbol        |
| Mendoza                  | Atlético Club San Martín                 | San Martín                   | Liga Mendocina de Fútbol              |
| Río Negro                | Club Deportivo Cruz del Sur              | Bariloche                    | Liga de Fútbol de Bariloche           |
| San Juan                 | Club Atenas de Pocito                    | La Rinconada                 | Liga Sanjuanina de Fútbol             |
| Santa Fe                 | Polideportivo Puerto General San Martín  | Puerto General San Martín    | Liga Regional Sanlorencina de Fútbol  |
| Santa Fe                 | Club Atlético 9 de Julio                 | Rafaela                      | Liga Rafaelina de Fútbol              |
| Santiago del Estero      | Club Atlético Talleres                   | Frías                        | Liga Cultural de Fútbol de Frías      |
| Santiago del Estero      | Club Atlético Vélez Sarsfield            | Santiago del Estero          | Liga Santiagueña de Fútbol            |
| Santiago del Estero      | Club Sportivo Tintina                    | Tintina                      | Liga Añatuyense de Fútbol             |

### Renuncias
Debido a diferentes razones, en especial económicas, diez (10) equipos decidieron renunciar a participar del torneo de transición, aunque mantendrán su plaza de cara al Torneo Federal B 2015.
| Provincia               | Equipo                               | Ciudad                  | Liga de origen                       |
| ----------------------- | ------------------------------------ | ----------------------- | ------------------------------------ |
| Buenos Aires (Interior) | Club Social y Deportivo Patagones    | Carmen de Patagones     | Liga Rionegrina de Fútbol            |
| Buenos Aires (Interior) | Fútbol Club Tres Algarrobos          | Tres Algarrobos         | Liga de fútbol del Oeste             |
| Chubut                  | Asociación Civil Racing Club         | Trelew                  | Liga de Fútbol Valle del Chubut      |
| Chubut                  | Club Atlético Huracán                | Comodoro Rivadavia      | Liga de Fútbol de Comodoro Rivadavia |
| Mendoza                 | Andes Foot-Ball Club                 | General Alvear          | Liga Alvearense de Fútbol            |
| Mendoza                 | Club Social y Deportivo Montecaseros | San Martín              | Liga Rivadaviense de Fútbol          |
| Santa Cruz              | Club Boca Río Gallegos               | Río Gallegos            | Liga de Fútbol Sur de Santa Cruz     |
| Santa Fe                | Club Atlético Adelante               | Reconquista             | Liga Reconquistense de Fútbol        |
| Santa Fe                | Club Atlético Coronel Aguirre        | Villa Gobernador Gálvez | Asociación Rosarina de Fútbol        |
| Tucumán                 | Club Atlético Famaillá               | San Miguel de Tucumán   | Liga Tucumana de fútbol              |

## Sistema de disputa
- Primera fase: Con los 128 clubes se conformaron una zona de cuatro equipos y otra de seis, dos de siete equipos cada una y 13 zonas de ocho equipos cada una (total: 17 Zonas). Se llevará a cabo por el sistema de puntos en cada una de las zonas, las cuales jugarán todos contra todos a dos ruedas (dentro de su zona) en partidos de ida y vuelta, a excepción de la Zona 1, en la que los equipos se enfrentarán a tres ruedas. De la zona 1, clasifican a la Segunda fase el primero y el segundo, y de la zona 2, clasifican a la Segunda fase del primero al cuarto (total: 6 equipos). Del resto de las zonas (3 a 17), clasifican a la Etapa Final del primero al tercero de cada zona y los ocho mejores cuartos de las zonas integradas por ocho clubes (total: 53 equipos).

- Segunda fase: Estará integrada por dos clubes clasificados de la zona 1 y por cuatro clubes clasificados de la zona 2 de la Primera fase. Se disputará por eliminación directa, a doble partido uno en cada sede. Se ordenarán a los clubes de la posición 1º a 6º de acuerdo al promedio de puntos obtenidos en la Primera fase, dividiendo los puntos obtenidos por la cantidad de partidos jugados. Los enfrentamientos serán de la siguiente manera: 1º vs 6º / 2º vs 5º / 3º vs 4º. Actuarán de local en el primer partido las posiciones 4º, 5º y 6º. Los tres ganadores clasifican a la Etapa Final.

- Etapa Final: Estará integrada por los tres clubes clasificados de la Segunda fase y por los 53 clubes clasificados de la Primera fase de las zona 3 a la zona 17 (total 56 clubes). Los enfrentamientos serán teniendo en cuenta la cercanía geográfica de los clubes y a la distribución de los ocho mejores clubes clasificados en cuarto lugar. Esta fase contará de tres rondas eliminatorias:

- Primera ronda: Los 56 equipos clasificados jugarán por eliminación directa, a doble partido uno en cada sede. Los 28 equipos ganadores clasifican a la Segunda ronda.

- Segunda ronda: Estará integrada con los 28 equipos clasificados de la Primera ronda. Se disputará por eliminación directa, a doble partido uno en cada sede. Los 14 equipos ganadores clasifican a la Tercera ronda.

- Tercera ronda: Estará integrada por los 14 equipos clasificados de la Segunda ronda. Se disputará por eliminación directa a doble partido, uno en cada sede. Los siete equipos ganadores ascienden al Torneo Federal A 2015.

### Criterios de desempate

#### Primera fase
En caso de existir igualdad en puntos al término de la disputa de alguna de las Zonas, a los efectos de establecer una clasificación en estas fases se aplicará el siguiente sistema:
- En favor del equipo que, considerando exclusivamente los partidos disputados contra aquel o aquellos con los que hubiera empatado la posición, hubiera obtenido mayor cantidad de puntos o, en caso de empate, en el siguiente orden:
  - Mayor diferencia de goles;
  - Mayor cantidad de goles a favor;
  - Mayor cantidad de goles a favor como visitante (este criterio no se tendrá en cuenta para definiciones de la zona 1).

- En caso de no existir definición se deberá recurrir a la tabla general de la zona, contabilizándose la totalidad de los partidos disputados, en el siguiente orden: 
  - Mayor diferencia de goles;
  - Mayor cantidad de goles a favor;
  - Mayor cantidad de goles a favor como visitante (este criterio no se tendrá en cuenta para definiciones de la zona 1);
  - Sorteo.

En caso de existir igualdad en puntos al término de la disputa de la Primera fase (zonas 3 a 17), y a los efectos de establecer la clasificación de los ocho (8) mejores clubes ubicados en el cuarto lugar de las zonas integradas por ocho equipos, se aplicará el siguiente sistema:
- En favor del equipo que hubiera obtenido:
  - Mayor diferencia de goles;
  - Mayor cantidad de goles a favor;
  - Mayor cantidad de goles a favor como visitante;
  - Sorteo.

#### Segunda fase
En caso de existir igualdad en el promedio de puntos para el ordenamiento de clubes en la Segunda fase (posiciones 1º a 6º), se utilizará la siguiente metodología de desempate:
- En favor del equipo que hubiera obtenido:
  - Mayor diferencia de goles;
  - Mayor cantidad de goles a favor;
  - Sorteo.

#### Segunda fase y Etapa Final
En caso de existir igualdad en puntos al término de cualquiera de la serie de partidos disputado entre una pareja de equipos en Segunda fase y Etapa Final, clasificará aquel que haya logrado mayor diferencia de goles en la serie. En caso de empate, se realizará una definición con tiros desde el punto penal.

## Equipos participantes
| Zona                                                         | Equipo                              | Ciudad              | Provincia                                | Estadio       | Capacidad                                       | Liga de Origen |
| ------------------------------------------------------------ | ----------------------------------- | ------------------- | ---------------------------------------- | ------------- | ----------------------------------------------- | -------------- |
| Zona 1                                                       |                                     |                     |                                          |               |                                                 |                |
| Asociación Atlético Boxing Club                              | Río Gallegos                        | Santa Cruz          | Estadio Ciudad del Centenario            | 1500          | Liga de Fútbol Sur de Santa Cruz                |                |
| Club Social y Deportivo Belgrano                             | Esquel                              | Chubut              | -                                        | -             | Liga de Fútbol del Oeste de Chubut              |                |
| Club Atlético Germinal                                       | Rawson                              | Chubut              | El Fortín                                | 8000          | Liga de Fútbol Valle del Chubut                 |                |
| Club Deportivo Cruz del Sur                                  | Bariloche                           | Río Negro           | Municipal                                | 3000          | Liga de Fútbol de Bariloche                     |                |
| Zona 2                                                       |                                     |                     |                                          |               |                                                 |                |
| Club Social y Deportivo Petrolero Argentino                  | Plaza Huincul                       | Neuquén             | Estadio sin nombre                       | 2000          | Liga de Fútbol del Neuquén                      |                |
| Club Atlético Maronese                                       | Neuquén                             | Neuquén             | Estadio sin nombre                       | 6000          | Liga de Fútbol del Neuquén                      |                |
| Club Social y Deportivo 25 de Mayo                           | 25 de Mayo                          | La Pampa            | -                                        | -             | Liga Deportiva Confluencia                      |                |
| Club Atlético Regina                                         | Villa Regina                        | Río Negro           | Estadio sin nombre                       | 400           | Liga Deportiva Confluencia                      |                |
| Club Deportivo Independiente                                 | Río Colorado                        | Río Negro           | Antonio López Belzagui                   | 6000          | Liga de Fútbol del Río Colorado                 |                |
| Club Sol de Mayo                                             | Viedma                              | Río Negro           | Estadio sin nombre                       | 5000          | Liga Rionegrina de Fútbol                       |                |
| Zona 3                                                       |                                     |                     |                                          |               |                                                 |                |
| Club Bella Vista                                             | Bahía Blanca                        | Buenos Aires        | Ignacio Nicolás                          | 4000          | Liga del Sur                                    |                |
| Club Atlético Liniers                                        | Bahía Blanca                        | Buenos Aires        | Alejandro Pérez                          | 12 000        | Liga del Sur                                    |                |
| Club Atlético Tiro Federal                                   | Bahía Blanca                        | Buenos Aires        | Onofre Pirrone                           | 3500          | Liga del Sur                                    |                |
| Club Villa Mitre                                             | Bahía Blanca                        | Buenos Aires        | El Fortín                                | 6000          | Liga del Sur                                    |                |
| Centro Deportivo Sarmiento                                   | Coronel Suárez                      | Buenos Aires        | -                                        | -             | Liga Regional de fútbol                         |                |
| Racing Athletic Club                                         | Olavarría                           | Buenos Aires        | José Buglione Martinese                  | 12 000        | Liga de Fútbol de Olavarría                     |                |
| Fútbol Club Ferro Carril Sud                                 | Olavarría                           | Buenos Aires        | Domingo Colasurdo                        | 2000          | Liga de Fútbol de Olavarría                     |                |
| Zona 4                                                       |                                     | Buenos Aires        |                                          |               |                                                 |                |
| Club Cívico Social Recreativo y Deportivo América            | General Pirán                       | Buenos Aires        | Don Bosco                                | 1000          | Liga de Equipos Unidos de Fútbol Marchiquitense |                |
| Club Atlético Sarmiento                                      | Ayacucho                            | Buenos Aires        | Municipal Dr. José Antonio Barbieri      | 3000          | Liga Ayacuchense de fútbol                      |                |
| Club Social y Deportivo Defensores de Valeria del Mar        | Valeria del Mar                     | Buenos Aires        | Francisco Alcuaz                         | -             | Liga Madariaguense de fútbol                    |                |
| Club Atlético Kimberley                                      | Mar del Plata                       | Buenos Aires        | José Antonio Valle José María Minella    | 4000 35 354   | Liga Marplatense de fútbol                      |                |
| Club Atlético Social y Deportivo Camioneros                  | General Rodríguez                   | Buenos Aires        | Hugo Moyano                              | 2000          | Liga Lujanense de fútbol                        |                |
| Club Everton                                                 | La Plata                            | Buenos Aires        | Predio de 7 y 629                        | 2500          | Liga Amateur Platense de fútbol                 |                |
| Club Social y Deportivo Ferrocarril Nacional General Roca    | Las Flores                          | Buenos Aires        | Estadio sin nombre                       | 3000          | Liga de fútbol de Las Flores                    |                |
| Club Atlético Argentinos                                     | Veinticinco de Mayo                 | Buenos Aires        | Estadio sin nombre                       | 3000          | Liga Veinticinqueña de fútbol                   |                |
| Zona 5                                                       |                                     | Buenos Aires        |                                          |               |                                                 |                |
| Club Atlético Once Tigres                                    | 9 de Julio                          | Buenos Aires        | Abel Del Fabro                           | 3000          | Liga Nuevejuliense de fútbol                    |                |
| Bragado Club y Biblioteca Pública                            | Bragado                             | Buenos Aires        | Municipal de Bragado                     | -             | Liga Bragadense de fútbol                       |                |
| Club Agropecuario Argentino                                  | Carlos Casares                      | Buenos Aires        | De la Calle Carlos Arroyo                | 5000          | Liga Casarense de Fútbol                        |                |
| Club Atlético El Linqueño                                    | Lincoln                             | Buenos Aires        | Leonardo Costa                           | 6000          | Liga Amateur de Deportes                        |                |
| Club Football Jorge Newbery                                  | Junín                               | Buenos Aires        | Parque General San Martín                | 6000          | Liga Deportiva del Oeste                        |                |
| Club Rivadavia                                               | Lincoln                             | Buenos Aires        | El Coliseo                               | 10 000        | Liga Deportiva del Oeste                        |                |
| Club Atlético Juventud                                       | Pergamino                           | Buenos Aires        | Carlos Raúl Grondona                     | 7000          | Liga de fútbol de Pergamino                     |                |
| Club Social y Deportivo Obrero                               | Zárate                              | Buenos Aires        | Luis Vallejos                            | 2000          | Liga Zarateña de fútbol                         |                |
| Zona 6                                                       |                                     | Buenos Aires        |                                          |               |                                                 |                |
| Club Sports Salto                                            | Salto                               | Buenos Aires        | Esteban Chiari                           | 7500          | Liga de Fútbol de Salto                         |                |
| Club Social y Deportivo La Emilia                            | La Emilia                           | Buenos Aires        | Jacinto López                            | 6000          | Liga Nicoleña de Fútbol                         |                |
| Club Defensores de Salto                                     | Salto                               | Buenos Aires        | Carlos Testa                             | 7500          | Liga de Fútbol de Salto                         |                |
| General Rojo Unión Deportiva                                 | General Rojo                        | Buenos Aires        | José Natta                               | 2000          | Liga Nicoleña de Fútbol                         |                |
| Club Sportivo Baradero                                       | Baradero                            | Buenos Aires        | Estadio sin nombre                       | -             | Liga de fútbol de Baradero                      |                |
| Club Sportivo Rivadavia                                      | Venado Tuerto                       | Santa Fe            | El Coloso de Calle Sarmiento             | 6000          | Liga Venadense de Fútbol                        |                |
| Polideportivo Puerto General San Martín                      | Puerto General San Martín           | Santa Fe            | Polideportivo Municipal                  | -             | Liga Regional Sanlorencina de Fútbol            |                |
| Club Atlético Aprendices Casildenses                         | Casilda                             | Santa Fe            | Estadio sin nombre                       | 3500          | Liga Casildense de Fútbol                       |                |
| Zona 7                                                       |                                     | Santa Fe            |                                          |               |                                                 |                |
| Club La Salle Jobson                                         | Santa Fe                            | Santa Fe            | Juan Richard de Cabaña Leiva             | 1000          | Liga Santafesina de Fútbol                      |                |
| Club Sanjustino                                              | San Justo                           | Santa Fe            | Estadio sin nombre                       | 3000          | Liga Santafesina de Fútbol                      |                |
| Club Atlético 9 de Julio                                     | Rafaela                             | Santa Fe            | Germán Solterman                         | 8000          | Liga Rafaelina de Fútbol                        |                |
| Club Sportivo Ben Hur                                        | Rafaela                             | Santa Fe            | Parque                                   | 13 000        | Liga Rafaelina de Fútbol                        |                |
| Club Atlético Unión                                          | Sunchales                           | Santa Fe            | Fortaleza del Bicho                      | 5600          | Liga Rafaelina de Fútbol                        |                |
| Club Atlético Belgrano                                       | Paraná                              | Entre Ríos          | Nuevo Estadio Mondonguero                | 3000          | Liga Paranaense de Fútbol                       |                |
| Viale Foot-Ball Club                                         | Viale                               | Entre Ríos          | Estadio sin nombre                       | 1000          | Liga de Paraná Campaña                          |                |
| Sportivo Atlético Club                                       | Las Parejas                         | Santa Fe            | Fortaleza del Lobo                       | 2000          | Liga Cañadense de Fútbol                        |                |
| Zona 8                                                       |                                     |                     |                                          |               |                                                 |                |
| Ferroviario Corrientes Fútbol Club                           | Corrientes                          | Corrientes          | Juan Carlos Vallejos                     | 5000          | Liga Correntina de Fútbol                       |                |
| Huracán Football Club                                        | Goya                                | Corrientes          | Ramón Cacique Oviedo                     | 6000          | Liga Goyana de Fútbol                           |                |
| Asociación Ex Alumnos Escuela N.º 185                        | Oberá                               | Misiones            | Lobo Fischer                             | 8000          | Liga Regional Obereña de Fútbol                 |                |
| Club Deportivo Jorge Gibson Brown                            | Posadas                             | Misiones            | Estadio sin nombre                       | 1500          | Liga Posadeña de Fútbol                         |                |
| Club Social y Deportivo Achirense                            | Colón                               | Entre Ríos          | Guillermo Bonnín                         | 1000          | Liga Departamental de Colón                     |                |
| Club Defensores de Pronunciamiento                           | Pronunciamiento                     | Entre Ríos          | Delio Cardozo                            | 2000          | Liga Departamental de Colón                     |                |
| Club Atlético Colegiales                                     | Concordia                           | Entre Ríos          | Parque Mitre                             | 5000          | Liga Concordiense de Fútbol                     |                |
| Club Atlético Libertad                                       | Concordia                           | Entre Ríos          | Parque Mitre                             | 5000          | Liga Concordiense de Fútbol                     |                |
| Zona 9                                                       |                                     |                     |                                          |               |                                                 |                |
| Club Social y Deportivo Fontana                              | Fontana                             | Chaco               | Juan Alberto García Centenario           | 20 000 25 000 | Liga Chaqueña de Fútbol                         |                |
| Club Atlético Resistencia Central                            | Resistencia                         | Chaco               | Estadio sin nombre                       | 1500          | Liga Chaqueña de Fútbol                         |                |
| Club Deportivo Comercio                                      | Santa Sylvina                       | Chaco               | Estadio sin nombre                       | 5000          | Asociación de fútbol del Oeste Chaqueño         |                |
| Club San Carlos                                              | La Escondida                        | Chaco               | Barrio Centro                            | -             | Liga Regional de fútbol                         |                |
| Club Atlético Sportivo                                       | Presidencia Roque Sáenz Peña        | Chaco               | -                                        | -             | Liga Saenzpeñense de fútbol                     |                |
| Club Atlético Independiente                                  | Formosa                             | Formosa             | Club Chacra 8 Antonio Romero             | - 23 000      | Liga Formoseña de Fútbol                        |                |
| Club Atlético Ocampo Fábrica                                 | Villa Ocampo                        | Santa Fe            | -                                        | -             | Liga Ocampense de fútbol                        |                |
| Club Sportivo Juventud Unida                                 | Charata                             | Chaco               | Coliseo                                  | -             | Liga de Fútbol del Noroeste Chaqueño            |                |
| Zona 10                                                      |                                     |                     |                                          |               |                                                 |                |
| Club Social y Deportivo Lastenia                             | Lastenia                            | Tucumán             | Segundo 'Saitilla' Reynoso               | 1500          | Liga Tucumana de Fútbol                         |                |
| Club Atlético Almirante Brown                                | Lules                               | Tucumán             | Estadio sin nombre                       | -             | Liga Tucumana de Fútbol                         |                |
| Club Atlético Chicoana                                       | Chicoana                            | Salta               | Roberto Raúl Robles                      | 3000          | Liga Tabacalera Chicoana                        |                |
| Club Atlético Progreso                                       | Rosario de la Frontera              | Salta               | Municipal Rosario de la Frontera         | 2500          | Liga de Rosario de la Frontera                  |                |
| Club Atlético Mitre                                          | Salta                               | Salta               | Miguel Pascual Soler                     | 4000          | Liga Salteña de Fútbol                          |                |
| Club Camioneros Argentinos del Norte                         | Salta                               | Salta               | Fray Honorato Pistoia                    | 8000          | Liga Salteña de Fútbol                          |                |
| Club Atlético Central Norte                                  | Salta                               | Salta               | Dr. Luis Güemes Padre Ernesto Martearena | 4000 20 408   | Liga Salteña de Fútbol                          |                |
| Club Atlético Pellegrini                                     | Salta                               | Salta               | -                                        | -             | Liga Salteña de Fútbol                          |                |
| Zona 11                                                      |                                     |                     |                                          |               |                                                 |                |
| Club Atlético Monterrico San Vicente                         | Monterrico                          | Jujuy               | Antonio Berruezo                         | 3500          | Liga Departamental de El Carmen                 |                |
| Club Atlético Talleres                                       | Perico                              | Jujuy               | Doctor Plinio Zabala                     | 5000          | Liga Jujeña de Fútbol                           |                |
| Centro Cultural y Deportivo Ingeniero Herminio Arrieta       | Libertador General San Martín       | Jujuy               | Monumental del Barrio Norte              | 10 000        | Liga Jujeña de Fútbol                           |                |
| Club Sociedad de Tiro y Gimnasia                             | San Pedro                           | Jujuy               | Estadio sin nombre                       | 5000          | Liga Regional Jujeña                            |                |
| Asociación de Tiro y Deportes Río Grande                     | La Mendieta                         | Jujuy               | Raúl René Romero                         | 1800          | Liga Regional Jujeña                            |                |
| Club Deportivo Tabacal                                       | El Tabacal                          | Salta               | Estadio sin nombre                       | 6000          | Liga Regional de Fútbol de Bermejo              |                |
| Club Atlético Independiente                                  | Hipólito Yrigoyen                   | Salta               | Julio Verna Orquera                      | -             | Liga Regional de Fútbol de Bermejo              |                |
| Zona 12                                                      |                                     |                     |                                          |               |                                                 |                |
| Instituto Deportivo Santiago                                 | Ciudad de Santiago del Estero       | Santiago del Estero | Raúl Adolfo Seijas                       | 1000          | Liga Santiagueña de Fútbol                      |                |
| Club Atlético Sarmiento                                      | La Banda                            | Santiago del Estero | Ciudad de La Banda                       | 8000          | Liga Santiagueña de Fútbol                      |                |
| Club Atlético Unión Santiago                                 | Ciudad de Santiago del Estero       | Santiago del Estero | Estadio sin nombre                       | 5000          | Liga Santiagueña de Fútbol                      |                |
| Club Atlético Independiente                                  | Fernández                           | Santiago del Estero | Estadio sin nombre                       | 2500          | Liga Santiagueña de Fútbol                      |                |
| Club Comercio Central Unidos                                 | Ciudad de Santiago del Estero       | Santiago del Estero | Raúl Adolfo Seijas                       | 1000          | Liga Santiagueña de Fútbol                      |                |
| Club Atlético Güemes                                         | Ciudad de Santiago del Estero       | Santiago del Estero | Arturo Miranda                           | 2000          | Liga Santiagueña de Fútbol                      |                |
| Club Atlético Vélez Sarsfield                                | Ciudad de Santiago del Estero       | Santiago del Estero | Coliseo de los Sueños                    | 2500          | Liga Santiagueña de Fútbol                      |                |
| Club Sportivo Tintina                                        | Tintina                             | Santiago del Estero | Salomón Hache                            | -             | Liga Añatuyense de Fútbol                       |                |
| Zona 13                                                      |                                     |                     |                                          |               |                                                 |                |
| Club Atlético Policial                                       | San Fernando del Valle de Catamarca | Catamarca           | Bicentenario Ciudad de Catamarca         | 20 000        | Liga Catamarqueña de Fútbol                     |                |
| Club Sportivo Villa Cubas                                    | San Fernando del Valle de Catamarca | Catamarca           | Bicentenario Ciudad de Catamarca         | 20 000        | Liga Catamarqueña de Fútbol                     |                |
| Club Atlético Talleres                                       | Frías                               | Santiago del Estero | Manuel Misael Castellanos                | -             | Liga Cultural de Fútbol de Frías                |                |
| Club Atlético Concepción                                     | Banda del Río Salí                  | Tucumán             | Ingeniero José María Paz                 | 15 000        | Liga Tucumana de Fútbol                         |                |
| Concepción Fútbol Club                                       | Concepción                          | Tucumán             | Stewart Shipton                          | 10 000        | Liga Tucumana de Fútbol                         |                |
| Club Deportivo Aguilares                                     | Aguilares                           | Tucumán             | Agustín Fernández                        | 12 000        | Liga Tucumana de Fútbol                         |                |
| Club Atlético Amalia                                         | Villa Amalia                        | Tucumán             | Estadio sin nombre                       | 3000          | Liga Tucumana de Fútbol                         |                |
| Club Sportivo Bella Vista                                    | Bella Vista                         | Tucumán             | De Las Palmeras                          | -             | Liga Tucumana de Fútbol                         |                |
| Zona 14                                                      |                                     |                     |                                          |               |                                                 |                |
| Club Atlético Aeronáutico Biblioteca y Mutual Sarmiento      | Leones                              | Córdoba             | La Calderita                             | 3200          | Liga Bellvillense de Fútbol                     |                |
| Club Atlético Las Palmas                                     | Córdoba                             | Córdoba             | Avenida Ramón García Martínez            | 5000          | Liga Cordobesa de Fútbol                        |                |
| Club Atlético Argentino Peñarol                              | Córdoba                             | Córdoba             | El Trampero                              | 4000          | Liga Cordobesa de Fútbol                        |                |
| Club Atlético General Paz Juniors                            | Córdoba                             | Córdoba             | General Paz Juniors                      | 15 200        | Liga Cordobesa de Fútbol                        |                |
| Club Atlético Racing                                         | Córdoba                             | Córdoba             | Miguel Sancho                            | 18 000        | Liga Cordobesa de Fútbol                        |                |
| Asociación Deportiva 9 de Julio                              | Morteros                            | Córdoba             | La Villa de Los Deportes                 | 5000          | Liga Regional de Fútbol San Francisco           |                |
| Asociación Mutual del Club Tiro Federal y Deportivo Morteros | Morteros                            | Córdoba             | Bautista Monetti                         | 5500          | Liga Regional de Fútbol San Francisco           |                |
| Club Atlético San Jorge                                      | San Jorge                           | Santa Fe            | Parque 23 de Junio                       | 4000          | Liga Departamental de fútbol San Martín         |                |
| Zona 15                                                      |                                     |                     |                                          |               |                                                 |                |
| Club Atlético Trinidad                                       | San Juan                            | San Juan            | El Templo                                | 15 000        | Liga Sanjuanina de Fútbol                       |                |
| Club Atlético de la Juventud Alianza                         | Santa Lucía                         | San Juan            | Centenario                               | 15 000        | Liga Sanjuanina de Fútbol                       |                |
| Club Atlético Independiente de Villa Obrera                  | Villa Obrera                        | San Juan            | La Boutique                              | 7000          | Liga Sanjuanina de Fútbol                       |                |
| Club Sportivo Peñarol                                        | Chimbas                             | San Juan            | Ramón Pablo Rojas                        | 4000          | Liga Sanjuanina de Fútbol                       |                |
| Club Sportivo Juan Bautista Del Bono                         | Rivadavia                           | San Juan            | Juan Bautista del Bono                   | 5000          | Liga Sanjuanina de Fútbol                       |                |
| Club Sportivo Desamparados                                   | San Juan                            | San Juan            | El Serpentario                           | 12 000        | Liga Sanjuanina de Fútbol                       |                |
| Club Atlético Colón Juniors                                  | San Juan                            | San Juan            | Dr. Jorge R. Barassi                     | 4000          | Liga Sanjuanina de Fútbol                       |                |
| Club Atenas de Pocito                                        | La Rinconada                        | San Juan            | Estadio sin nombre                       | 2000          | Liga Sanjuanina de Fútbol                       |                |
| Zona 16                                                      |                                     |                     |                                          |               |                                                 |                |
| Atlético Club San Martín                                     | San Martín                          | Mendoza             | General José de San Martín               | 8782          | Liga Mendocina de Fútbol                        |                |
| Club Atlético Argentino                                      | San José                            | Mendoza             | Ingeniero Mauricio Serra                 | 15 000        | Liga Mendocina de Fútbol                        |                |
| Club Atlético Huracán Las Heras                              | Las Heras                           | Mendoza             | General San Martín                       | 10 000        | Liga Mendocina de Fútbol                        |                |
| Club Atlético Palmira                                        | Palmira                             | Mendoza             | José Castro                              | 5000          | Liga Mendocina de Fútbol                        |                |
| Club Deportivo y Social Guaymallén                           | Guaymallén                          | Mendoza             | Hugo Pedro Alastra                       | 5100          | Liga Mendocina de Fútbol                        |                |
| Club Empleados de Comercio                                   | Guaymallén                          | Mendoza             | Padre Gagliardi                          | -             | Liga Mendocina de Fútbol                        |                |
| Gutiérrez Sport Club                                         | Gutiérrez                           | Mendoza             | General Gutiérrez                        | 5000          | Liga Mendocina de Fútbol                        |                |
| Luján Sport Club                                             | Luján de Cuyo                       | Mendoza             | Jardín del Bajo                          | 8000          | Liga Mendocina de Fútbol                        |                |
| Zona 17                                                      |                                     |                     |                                          |               |                                                 |                |
| Alianza Coronel Moldes                                       | Coronel Moldes                      | Córdoba             | Coliseo Azul-grana                       | 4000          | Liga Regional de fútbol de Río Cuarto           |                |
| Club Atlético Alumni                                         | Villa María                         | Córdoba             | Plaza Ocampo                             | 7000          | Liga Villamariense de Fútbol                    |                |
| Asociación Atlética Estudiantes                              | Río Cuarto                          | Córdoba             | Ciudad de Río Cuarto                     | 15 000        | Liga Regional de fútbol de Río Cuarto           |                |
| Club Huracán                                                 | San Rafael                          | Mendoza             | Pretel hermanos                          | 10 000        | Liga Sanrafaelina de Fútbol                     |                |
| Club Jorge Newbery                                           | Villa Mercedes                      | San Luis            | Osvaldo Centioni                         | 7500          | Liga de Fútbol de Villa Mercedes                |                |
| Club Sportivo Balloffet                                      | San Rafael                          | Mendoza             | -                                        | -             | Liga Sanrafaelina de Fútbol                     |                |
| Club Sportivo y Biblioteca Atenas                            | Río Cuarto                          | Córdoba             | 9 de julio                               | 6000          | Liga Regional de fútbol de Río Cuarto           |                |
| Sport Club Pacífico                                          | General Alvear                      | Mendoza             | El Coliseo                               | 7000          | Liga Alvearense de Fútbol                       |                |

### Distribución geográfica
| Región                   | Cant. | Equipos |
| ------------------------ | ----- | --- |
| Interior de Buenos Aires | 27    | Agropecuario, América (GP), Argentinos (VdM), Bella Vista (BB), Bragado Club, Defensores de Salto, Defensores de Valeria del Mar, El Linqueño, Everton, Ferro (O), Ferrocarril Roca (LF), General Rojo, Jorge Newbery (J), Juventud (P), Kimberley, La Emilia, Liniers (BB), Once Tigres, Racing (O), Rivadavia (L), Sarmiento (A), Sarmiento (CS), Social Obrero, Sportivo Baradero, Sports Salto, Tiro Federal (BB) y Villa Mitre |
| Córdoba                  | 11    | 9 de Julio (M), Alianza (CM), Alumi (VM), Argentino Peñarol, Atenas (RC), Estudiantes (RC), General Paz Juniors, Las Palmas, Racing (C), Sarmiento (L) y Tiro Federal (M) |
| Mendoza                  | 11    | Atlético Argentino (M), Atlético Palmira, Empleados de Comercio, Deportivo Guaymallén, Gutiérrez SC, Huracán Las Heras, Huracán (SR), Luján SC, Pacífico, San Martín (M) y Sportivo Balloffet |
| Santa Fe                 | 11    | 9 de Julio (R), Aprendices Casildenses, Ben Hur, La Salle Jobson, Ocampo Fábrica, Puerto General San Martín, Sanjustino, San Jorge (SF), Sportivo Las Parejas, Sportivo Rivadavia (VT) y Unión (S) |
| Santiago del Estero      | 9     | Comercio Central Unidos, Güemes (SdE), Independiente (F), Instituto Santiago, Sarmiento (LB), Sportivo Tintina, Talleres (F), Unión Santiago y Vélez Sarsfield (SdE) |
| Salta                    | 8     | Atlético Chicoana, Atlético Pellegrini (S), Camioneros Argentinos del Norte, Central Norte (S), Deportivo Tabacal, Independiente (HY), Mitre (S) y Progreso (RdlF) |
| San Juan                 | 8     | Atenas de Pocito, Atlético Trinidad, Colón Juniors, Desamparados, Independiente Villa Obrera, Juventud Alianza, Sportivo Del Bono y Sportivo Peñarol (C) |
| Tucumán                  | 7     | Almirante Brown (L), Atlético Amalia, Atlético Concepción, Bella Vista (T), Concepción F.C., Deportivo Aguilares y Deportivo Lastenia |
| Chaco                    | 6     | Comercio (SS), Deportivo Fontana, Juventud Unida (C), Resistencia Central, San Carlos (LE) y Sportivo (PRSP) |
| Entre Ríos               | 6     | Belgrano (P), Colegiales (C), Defensores de Pronunciamiento, Deportivo Achirense, Libertad (C) y Viale FBC |
| Jujuy                    | 5     | Herminio Arrieta, Monterrico San Vicente, Río Grande, Talleres (P) y Tiro y Gimnasia |
| Río Negro                | 4     | Atlético Regina, Cruz del Sur, Independiente (RC) y Sol de Mayo |
| Chubut                   | 2     | Belgrano (E) y Germinal |
| Catamarca                | 2     | Atlético Policial y Villa Cubas |
| Corrientes               | 2     | Ferroviario y Huracán (G) |
| Misiones                 | 2     | Ex Alumnos de Escuela 185 y Jorge Gibson Brown |
| Neuquén                  | 2     | Maronese y Petrolero Argentino |
| Santa Cruz               | 1     | Boxing Club |
| Conurbano bonaerense     | 1     | Atlético Camioneros |
| Formosa                  | 1     | Independiente (F) |
| La Pampa                 | 1     | 25 de Mayo |
| San Luis                 | 1     | Jorge Newbery (VM) |
| Total                    | 128   | |

## Primera fase

### Zona 1
| Zona 1 | Zona 1                   | Zona 1 | Zona 1 | Zona 1 | Zona 1 | Zona 1 | Zona 1 | Zona 1 | Zona 1 |
| Equipo | Equipo                   | Pts    | PJ     | PG     | PE     | PP     | GF     | GC     | DIF    |
| ------ | ------------------------ | ------ | ------ | ------ | ------ | ------ | ------ | ------ | ------ |
| 1.º    | Germinal                 | 22     | 9      | 7      | 1      | 1      | 20     | 7      | 13     |
| 2.º    | Cruz del Sur (Bariloche) | 19     | 9      | 6      | 1      | 2      | 24     | 13     | 11     |
| 3.º    | Boxing Club              | 7      | 9      | 2      | 1      | 6      | 11     | 18     | -7     |
| 4.º    | Belgrano (Esquel)        | 4      | 9      | 1      | 1      | 7      | 7      | 24     | -17    |

|  | Clasificado a la segunda fase del torneo. |

| Belgrano (E) | 0 - 3 | Cruz del Sur (B) |
| Boxing Club  | 0 - 3 | Germinal         |

| Germinal         | 4 - 1 | Belgrano (E) |
| Cruz del Sur (B) | 4 - 3 | Boxing Club  |

| Belgrano (E) | 1 - 2 | Boxing Club      |
| Germinal     | 2 - 0 | Cruz del Sur (B) |

| Boxing Club      | 2 - 0 | Belgrano (E) |
| Cruz del Sur (B) | 3 - 2 | Germinal     |

| Belgrano (E) | 1 - 1 | Germinal         |
| Boxing Club  | 1 - 1 | Cruz del Sur (B) |

| Germinal         | 3 - 0 | Boxing Club  |
| Cruz del Sur (B) | 6 - 2 | Belgrano (E) |

| Belgrano (E) | 0 - 4 | Cruz del Sur (B) |
| Boxing Club  | 1 - 2 | Germinal         |

| Cruz del Sur (B) | 2 - 1 | Boxing Club  |
| Germinal         | 1 - 0 | Belgrano (E) |

| Belgrano (E) | 2 - 1 | Boxing Club      |
| Germinal     | 2 - 1 | Cruz del Sur (B) |

### Zona 2
| Zona 2 | Zona 2                          | Zona 2 | Zona 2 | Zona 2 | Zona 2 | Zona 2 | Zona 2 | Zona 2 | Zona 2 |
| Equipo | Equipo                          | Pts    | PJ     | PG     | PE     | PP     | GF     | GC     | DIF    |
| ------ | ------------------------------- | ------ | ------ | ------ | ------ | ------ | ------ | ------ | ------ |
| 1.º    | Sol de Mayo                     | 25     | 10     | 8      | 1      | 1      | 29     | 12     | 17     |
| 2.º    | Independiente (Río Colorado)    | 16     | 10     | 5      | 1      | 4      | 16     | 16     | 0      |
| 3.º    | Deportivo 25 de Mayo (La Pampa) | 16     | 10     | 5      | 1      | 4      | 18     | 17     | 1      |
| 4.º    | Atlético Regina                 | 13     | 10     | 4      | 1      | 5      | 15     | 15     | 0      |
| 5.º    | Petrolero Argentino             | 8      | 10     | 2      | 2      | 6      | 9      | 21     | -12    |
| 6.º    | Maronese                        | 7      | 10     | 1      | 4      | 5      | 14     | 20     | -6     |

|  | Clasificado a la segunda fase del torneo. |

| Sol de Mayo     | 4 - 0 | Independiente (RC)   |
| Maronese        | 1 - 1 | Petrolero            |
| Atlético Regina | 3 - 1 | Dep. 25 de Mayo (LP) |

| Dep. 25 de Mayo (LP) | 1 - 1 | Maronese           |
| Petrolero            | 1 - 0 | Independiente (RC) |
| Atlético Regina      | 1 - 2 | Sol de Mayo        |

| Independiente (RC) | 3 - 0 | Dep. 25 de Mayo (LP) |
| Maronese           | 2 - 0 | Atlético Regina      |
| Sol de Mayo        | 4 - 1 | Petrolero            |

| Dep. 25 de Mayo (LP) | 4 - 2 | Petrolero          |
| Maronese             | 3 - 3 | Sol de Mayo        |
| Atlético Regina      | 1 - 0 | Independiente (RC) |

| Sol de Mayo        | 4 - 2 | Dep. 25 de Mayo (LP) |
| Independiente (RC) | 3 - 2 | Maronese             |
| Petrolero          | 1 - 1 | Atlético Regina      |

| Dep. 25 de Mayo (LP) | 3 - 0 | Atlético Regina |
| Petrolero            | 1 - 0 | Maronese        |
| Independiente (RC)   | 2 - 3 | Sol de Mayo     |

| Sol de Mayo        | 3 - 1 | Atlético Regina      |
| Maronese           | 1 - 3 | Dep. 25 de Mayo (LP) |
| Independiente (RC) | 2 - 1 | Petrolero            |

| Atlético Regina      | 2 - 1 | Maronese           |
| Dep. 25 de Mayo (LP) | 0 - 1 | Independiente (RC) |
| Petrolero            | 0 - 2 | Sol de Mayo        |

| Sol de Mayo        | 3 - 0 | Maronese             |
| Petrolero          | 1 - 2 | Dep. 25 de Mayo (LP) |
| Independiente (RC) | 2 - 1 | Atlético Regina      |

| Dep. 25 de Mayo (LP) | 2 - 1 | Sol de Mayo        |
| Atlético Regina      | 5 - 0 | Petrolero          |
| Maronese             | 3 - 3 | Independiente (RC) |

### Zona 3
| Zona 3 | Zona 3                               | Zona 3 | Zona 3 | Zona 3 | Zona 3 | Zona 3 | Zona 3 | Zona 3 | Zona 3 |
| Equipo | Equipo                               | Pts    | PJ     | PG     | PE     | PP     | GF     | GC     | DIF    |
| ------ | ------------------------------------ | ------ | ------ | ------ | ------ | ------ | ------ | ------ | ------ |
| 1.º    | Ferro Sud (Olavarría)                | 22     | 12     | 6      | 4      | 2      | 17     | 16     | 1      |
| 2.º    | Villa Mitre (Bahía Blanca)           | 20     | 12     | 6      | 2      | 4      | 21     | 13     | 8      |
| 3.º    | Tiro Federal (Bahía Blanca)          | 20     | 12     | 5      | 5      | 2      | 17     | 12     | 5      |
| 4.º    | Liniers (Bahía Blanca)               | 19     | 12     | 6      | 1      | 5      | 22     | 14     | 8      |
| 5.º    | Racing (Olavarría)                   | 18     | 12     | 4      | 6      | 2      | 16     | 12     | 4      |
| 6.º    | Bella Vista (Bahía Blanca)           | 13     | 12     | 3      | 4      | 5      | 20     | 19     | 1      |
| 7.º    | Deportivo Sarmiento (Coronel Suárez) | 2      | 12     | 0      | 2      | 10     | 9      | 36     | -27    |

|  | Clasificado a la etapa final del torneo. |

| Fecha 1                  | Fecha 1   | Fecha 1                  | Fecha 1 | Fecha 1 | Fecha 1 | Fecha 1 | Fecha 1 | Fecha 1 | Fecha 1 | Fecha 1 | Fecha 1 |
| Local                    | Resultado | Visitante                |         |         |         |         |         |         |         |         |         |
| ------------------------ | --------- | ------------------------ | ------- | ------- | ------- | ------- | ------- | ------- | ------- | ------- | ------- |
| Villa Mitre              | 2 - 0     | Deportivo Sarmiento (CS) |         |         |         |         |         |         |         |         |         |
| Bella Vista (BB)         | 1 - 2     | Liniers (BB)             |         |         |         |         |         |         |         |         |         |
| Racing (O)               | 1 - 1     | Ferro (O)                |         |         |         |         |         |         |         |         |         |
| Libre: Tiro Federal (BB) |           |                          |         |         |         |         |         |         |         |         |         |

| Fecha 2                  | Fecha 2   | Fecha 2           | Fecha 2 | Fecha 2 | Fecha 2 | Fecha 2 | Fecha 2 | Fecha 2 | Fecha 2 | Fecha 2 | Fecha 2 |
| Local                    | Resultado | Visitante         |         |         |         |         |         |         |         |         |         |
| ------------------------ | --------- | ----------------- | ------- | ------- | ------- | ------- | ------- | ------- | ------- | ------- | ------- |
| Ferro (O)                | 0 - 0     | Tiro Federal (BB) |         |         |         |         |         |         |         |         |         |
| Deportivo Sarmiento (CS) | 0 - 3     | Bella Vista (BB)  |         |         |         |         |         |         |         |         |         |
| Liniers (BB)             | 1 - 0     | Racing (O)        |         |         |         |         |         |         |         |         |         |
| Libre: Villa Mitre       |           |                   |         |         |         |         |         |         |         |         |         |

| Fecha 3           | Fecha 3   | Fecha 3                  | Fecha 3 | Fecha 3 | Fecha 3 | Fecha 3 | Fecha 3 | Fecha 3 | Fecha 3 | Fecha 3 | Fecha 3 |
| Local             | Resultado | Visitante                |         |         |         |         |         |         |         |         |         |
| ----------------- | --------- | ------------------------ | ------- | ------- | ------- | ------- | ------- | ------- | ------- | ------- | ------- |
| Bella Vista (BB)  | 2 - 2     | Villa Mitre              |         |         |         |         |         |         |         |         |         |
| Tiro Federal (BB) | 1 - 0     | Liniers (BB)             |         |         |         |         |         |         |         |         |         |
| Racing (O)        | 2 - 1     | Deportivo Sarmiento (CS) |         |         |         |         |         |         |         |         |         |
| Libre: Ferro (O)  |           |                          |         |         |         |         |         |         |         |         |         |

| Fecha 4                  | Fecha 4   | Fecha 4           | Fecha 4 | Fecha 4 | Fecha 4 | Fecha 4 | Fecha 4 | Fecha 4 | Fecha 4 | Fecha 4 | Fecha 4 |
| Local                    | Resultado | Visitante         |         |         |         |         |         |         |         |         |         |
| ------------------------ | --------- | ----------------- | ------- | ------- | ------- | ------- | ------- | ------- | ------- | ------- | ------- |
| Deportivo Sarmiento (CS) | 1 - 2     | Tiro Federal (BB) |         |         |         |         |         |         |         |         |         |
| Villa Mitre              | 0 - 0     | Racing (O)        |         |         |         |         |         |         |         |         |         |
| Liniers (BB)             | 1 - 2     | Ferro (O)         |         |         |         |         |         |         |         |         |         |
| Libre: Bella Vista (BB)  |           |                   |         |         |         |         |         |         |         |         |         |

| Fecha 5             | Fecha 5   | Fecha 5                  | Fecha 5 | Fecha 5 | Fecha 5 | Fecha 5 | Fecha 5 | Fecha 5 | Fecha 5 | Fecha 5 | Fecha 5 |
| Local               | Resultado | Visitante                |         |         |         |         |         |         |         |         |         |
| ------------------- | --------- | ------------------------ | ------- | ------- | ------- | ------- | ------- | ------- | ------- | ------- | ------- |
| Tiro Federal (BB)   | 1 - 0     | Villa Mitre              |         |         |         |         |         |         |         |         |         |
| Ferro (O)           | 1 - 1     | Deportivo Sarmiento (CS) |         |         |         |         |         |         |         |         |         |
| Racing (O)          | 1 - 1     | Bella Vista (BB)         |         |         |         |         |         |         |         |         |         |
| Libre: Liniers (BB) |           |                          |         |         |         |         |         |         |         |         |         |

| Fecha 6                  | Fecha 6   | Fecha 6           | Fecha 6 | Fecha 6 | Fecha 6 | Fecha 6 | Fecha 6 | Fecha 6 | Fecha 6 | Fecha 6 | Fecha 6 |
| Local                    | Resultado | Visitante         |         |         |         |         |         |         |         |         |         |
| ------------------------ | --------- | ----------------- | ------- | ------- | ------- | ------- | ------- | ------- | ------- | ------- | ------- |
| Deportivo Sarmiento (CS) | 1 - 6     | Liniers (BB)      |         |         |         |         |         |         |         |         |         |
| Bella Vista (BB)         | 0 - 2     | Tiro Federal (BB) |         |         |         |         |         |         |         |         |         |
| Villa Mitre              | 4 - 0     | Ferro (O)         |         |         |         |         |         |         |         |         |         |
| Libre: Racing (O)        |           |                   |         |         |         |         |         |         |         |         |         |

| Fecha 7               | Fecha 7   | Fecha 7          | Fecha 7 | Fecha 7 | Fecha 7 | Fecha 7 | Fecha 7 | Fecha 7 | Fecha 7 | Fecha 7 | Fecha 7 |
| Local                 | Resultado | Visitante        |         |         |         |         |         |         |         |         |         |
| --------------------- | --------- | ---------------- | ------- | ------- | ------- | ------- | ------- | ------- | ------- | ------- | ------- |
| Liniers (BB)          | 1 - 0     | Villa Mitre      |         |         |         |         |         |         |         |         |         |
| Ferro (O)             | 1 - 0     | Bella Vista (BB) |         |         |         |         |         |         |         |         |         |
| Tiro Federal (BB)     | 1 - 1     | Racing (O)       |         |         |         |         |         |         |         |         |         |
| Libre: Sarmiento (CS) |           |                  |         |         |         |         |         |         |         |         |         |

| Fecha 8                  | Fecha 8   | Fecha 8          | Fecha 8 | Fecha 8 | Fecha 8 | Fecha 8 | Fecha 8 | Fecha 8 | Fecha 8 | Fecha 8 | Fecha 8 |
| Local                    | Resultado | Visitante        |         |         |         |         |         |         |         |         |         |
| ------------------------ | --------- | ---------------- | ------- | ------- | ------- | ------- | ------- | ------- | ------- | ------- | ------- |
| Deportivo Sarmiento (CS) | 3 - 6     | Villa Mitre      |         |         |         |         |         |         |         |         |         |
| Ferro (O)                | 0 - 3     | Racing (O)       |         |         |         |         |         |         |         |         |         |
| Liniers (BB)             | 2 - 0     | Bella Vista (BB) |         |         |         |         |         |         |         |         |         |
| Libre: Tiro Federal (BB) |           |                  |         |         |         |         |         |         |         |         |         |

| Fecha 9            | Fecha 9   | Fecha 9        | Fecha 9 | Fecha 9 | Fecha 9 | Fecha 9 | Fecha 9 | Fecha 9 | Fecha 9 | Fecha 9 | Fecha 9 |
| Local              | Resultado | Visitante      |         |         |         |         |         |         |         |         |         |
| ------------------ | --------- | -------------- | ------- | ------- | ------- | ------- | ------- | ------- | ------- | ------- | ------- |
| Bella Vista (BB)   | 4 - 0     | Sarmiento (CS) |         |         |         |         |         |         |         |         |         |
| Tiro Federal (BB)  | 2 - 4     | Ferro (O)      |         |         |         |         |         |         |         |         |         |
| Racing (O)         | 4 - 2     | Liniers (BB)   |         |         |         |         |         |         |         |         |         |
| Libre: Villa Mitre |           |                |         |         |         |         |         |         |         |         |         |

| Fecha 10                 | Fecha 10  | Fecha 10          | Fecha 10 | Fecha 10 | Fecha 10 | Fecha 10 | Fecha 10 | Fecha 10 | Fecha 10 | Fecha 10 | Fecha 10 |
| Local                    | Resultado | Visitante         |          |          |          |          |          |          |          |          |          |
| ------------------------ | --------- | ----------------- | -------- | -------- | -------- | -------- | -------- | -------- | -------- | -------- | -------- |
| Deportivo Sarmiento (CS) | 0 - 0     | Racing (O)        |          |          |          |          |          |          |          |          |          |
| Villa Mitre              | 2 - 3     | Bella Vista (BB)  |          |          |          |          |          |          |          |          |          |
| Liniers (BB)             | 1 - 1     | Tiro Federal (BB) |          |          |          |          |          |          |          |          |          |
| Libre: Ferro (O)         |           |                   |          |          |          |          |          |          |          |          |          |

| Fecha 11                | Fecha 11  | Fecha 11       | Fecha 11 | Fecha 11 | Fecha 11 | Fecha 11 | Fecha 11 | Fecha 11 | Fecha 11 | Fecha 11 | Fecha 11 |
| Local                   | Resultado | Visitante      |          |          |          |          |          |          |          |          |          |
| ----------------------- | --------- | -------------- | -------- | -------- | -------- | -------- | -------- | -------- | -------- | -------- | -------- |
| Tiro Federal (BB)       | 3 - 0     | Sarmiento (CS) |          |          |          |          |          |          |          |          |          |
| Ferro (O)               | 1 - 0     | Liniers (BB)   |          |          |          |          |          |          |          |          |          |
| Racing (O)              | 0 - 2     | Villa Mitre    |          |          |          |          |          |          |          |          |          |
| Libre: Bella Vista (BB) |           |                |          |          |          |          |          |          |          |          |          |

| Fecha 12            | Fecha 12  | Fecha 12          | Fecha 12 | Fecha 12 | Fecha 12 | Fecha 12 | Fecha 12 | Fecha 12 | Fecha 12 | Fecha 12 | Fecha 12 |
| Local               | Resultado | Visitante         |          |          |          |          |          |          |          |          |          |
| ------------------- | --------- | ----------------- | -------- | -------- | -------- | -------- | -------- | -------- | -------- | -------- | -------- |
| Sarmiento (CS)      | 1 - 2     | Ferro (O)         |          |          |          |          |          |          |          |          |          |
| Bella Vista (BB)    | 1 - 2     | Racing (O)        |          |          |          |          |          |          |          |          |          |
| Villa Mitre         | 1 - 0     | Tiro Federal (BB) |          |          |          |          |          |          |          |          |          |
| Libre: Liniers (BB) |           |                   |          |          |          |          |          |          |          |          |          |

| Fecha 13          | Fecha 13  | Fecha 13                 | Fecha 13 | Fecha 13 | Fecha 13 | Fecha 13 | Fecha 13 | Fecha 13 | Fecha 13 | Fecha 13 | Fecha 13 |
| Local             | Resultado | Visitante                |          |          |          |          |          |          |          |          |          |
| ----------------- | --------- | ------------------------ | -------- | -------- | -------- | -------- | -------- | -------- | -------- | -------- | -------- |
| Tiro Federal (BB) | 2 - 2     | Bella Vista (BB)         |          |          |          |          |          |          |          |          |          |
| Liniers (BB)      | 5 - 1     | Deportivo Sarmiento (CS) |          |          |          |          |          |          |          |          |          |
| Ferro (O)         | 2 - 0     | Villa Mitre              |          |          |          |          |          |          |          |          |          |
| Libre: Racing (O) |           |                          |          |          |          |          |          |          |          |          |          |

| Fecha 14              | Fecha 14  | Fecha 14          | Fecha 14 | Fecha 14 | Fecha 14 | Fecha 14 | Fecha 14 | Fecha 14 | Fecha 14 | Fecha 14 | Fecha 14 |
| Local                 | Resultado | Visitante         |          |          |          |          |          |          |          |          |          |
| --------------------- | --------- | ----------------- | -------- | -------- | -------- | -------- | -------- | -------- | -------- | -------- | -------- |
| Bella Vista (BB)      | 3 - 3     | Ferro (O)         |          |          |          |          |          |          |          |          |          |
| Villa Mitre           | 2 - 1     | Liniers (BB)      |          |          |          |          |          |          |          |          |          |
| Racing (O)            | 2 - 2     | Tiro Federal (BB) |          |          |          |          |          |          |          |          |          |
| Libre: Sarmiento (CS) |           |                   |          |          |          |          |          |          |          |          |          |

### Zona 4
| Zona 4 | Zona 4                        | Zona 4 | Zona 4 | Zona 4 | Zona 4 | Zona 4 | Zona 4 | Zona 4 | Zona 4 |
| Equipo | Equipo                        | Pts    | PJ     | PG     | PE     | PP     | GF     | GC     | DIF    |
| ------ | ----------------------------- | ------ | ------ | ------ | ------ | ------ | ------ | ------ | ------ |
| 1.º    | Sarmiento (Ayacucho)          | 33     | 14     | 10     | 3      | 1      | 26     | 6      | 20     |
| 2.º    | Atlético Camioneros           | 27     | 14     | 8      | 3      | 3      | 17     | 12     | 5      |
| 3.º    | Kimberley (Mar del Plata)     | 25     | 14     | 7      | 4      | 3      | 21     | 10     | 11     |
| 4.º    | América (General Pirán)       | 22     | 14     | 6      | 4      | 4      | 17     | 15     | 2      |
| 5.º    | Everton (La Plata)            | 15     | 14     | 4      | 3      | 7      | 14     | 17     | -3     |
| 6.º    | Ferrocarril Roca (Las Flores) | 14     | 14     | 2      | 8      | 4      | 12     | 15     | -3     |
| 7.º    | Argentinos (25 De Mayo)       | 13     | 14     | 4      | 1      | 9      | 18     | 27     | -9     |
| 8.º    | Defensores de Valeria Del Mar | 4      | 14     | 0      | 4      | 10     | 9      | 32     | -23    |

|  | Clasificado a la etapa final del torneo. |

| Sarmiento (A)    | 0 - 0 | Ferro (LF)                    |
| Everton          | 0 - 1 | Atlético Camioneros           |
| Argentinos (VdM) | 0 - 1 | Kimberley                     |
| América (GP)     | 1 - 1 | Defensores de Valeria del Mar |

| Kimberley                     | 2 - 0 | Everton          |
| Ferro (LF)                    | 3 - 3 | América (GP)     |
| Atlético Camioneros           | 1 - 0 | Sarmiento (A)    |
| Defensores de Valeria del Mar | 1 - 1 | Argentinos (VdM) |

| Argentinos (VdM)    | 0 - 1 | América (GP)                  |
| Sarmiento (A)       | 1 - 0 | Kimberley                     |
| Atlético Camioneros | 0 - 1 | Ferro (LF)                    |
| Everton             | 2 - 1 | Defensores de Valeria del Mar |

| Ferro (LF)                    | 2 - 1 | Argentinos (VdM)    |
| América (GP)                  | 2 - 0 | Everton             |
| Defensores de Valeria del Mar | 0 - 4 | Sarmiento (A)       |
| Kimberley                     | 4 - 1 | Atlético Camioneros |

| Atlético Camioneros | 2 - 1 | Defensores de Valeria del Mar |
| Kimberley           | 1 - 0 | Ferro (LF)                    |
| Sarmiento (A)       | 1 - 0 | América (GP)                  |
| Everton             | 6 - 2 | Argentinos (VdM)              |

| Ferro (LF)                    | 0 - 0 | Everton             |
| Defensores de Valeria del Mar | 0 - 2 | Kimberley           |
| América (GP)                  | 1 - 0 | Atlético Camioneros |
| Argentinos (VdM)              | 0 - 1 | Sarmiento (A)       |

| Kimberley                     | 0 - 0 | América (GP)     |
| Atlético Camioneros           | 2 - 1 | Argentinos (VdM) |
| Defensores de Valeria del Mar | 2 - 2 | Ferro (LF)       |
| Sarmiento (A)                 | 2 - 1 | Everton          |

| Atlético Camioneros           | 1 - 1 | Everton          |
| Ferro (LF)                    | 2 - 4 | Sarmiento (A)    |
| Defensores de Valeria del Mar | 0 - 1 | América (GP)     |
| Kimberley                     | 1 - 2 | Argentinos (VdM) |

| Sarmiento (A)    | 0 - 0 | Atlético Camioneros           |
| América (GP)     | 0 - 0 | Ferro (LF)                    |
| Everton          | 0 - 1 | Kimberley                     |
| Argentinos (VdM) | 4 - 0 | Defensores de Valeria del Mar |

| Defensores de Valeria del Mar | 1 - 2 | Everton             |
| Kimberley                     | 1 - 1 | Sarmiento (A)       |
| Ferro (LF)                    | 0 - 1 | Atlético Camioneros |
| América (GP)                  | 1 - 3 | Argentinos (VdM)    |

| Everton             | 0 - 2 | América (GP)                  |
| Argentinos (VdM)    | 2 - 1 | Ferro (LF)                    |
| Atlético Camioneros | 1 - 1 | Kimberley                     |
| Sarmiento (A)       | 4 - 0 | Defensores de Valeria del Mar |

| América (GP)                  | 1 - 3 | Sarmiento (A)       |
| Defensores de Valeria del Mar | 0 - 1 | Atlético Camioneros |
| Ferro (LF)                    | 0 - 0 | Kimberley           |
| Argentinos (VdM)              | 1 - 2 | Everton             |

| Everton             | 0 - 0 | Ferro (LF)                    |
| Atlético Camioneros | 2 - 1 | América (GP)                  |
| Kimberley           | 5 - 1 | Defensores de Valeria del Mar |
| Sarmiento (A)       | 4 - 0 | Argentinos (VdM)              |

| Everton          | 0 - 1 | Sarmiento (A)                 |
| Ferro (LF)       | 1 - 1 | Defensores de Valeria del Mar |
| América (GP)     | 3 - 2 | Kimberley                     |
| Argentinos (VdM) | 1 - 4 | Atlético Camioneros           |

### Zona 5
| Zona 5 | Zona 5                 | Zona 5 | Zona 5 | Zona 5 | Zona 5 | Zona 5 | Zona 5 | Zona 5 | Zona 5 |
| Equipo | Equipo                 | Pts    | PJ     | PG     | PE     | PP     | GF     | GC     | DIF    |
| ------ | ---------------------- | ------ | ------ | ------ | ------ | ------ | ------ | ------ | ------ |
| 1.º    | Rivadavia (Lincoln)    | 32     | 14     | 10     | 2      | 2      | 27     | 5      | 22     |
| 2.º    | Agropecuario           | 27     | 14     | 8      | 3      | 3      | 24     | 12     | 12     |
| 3.º    | Juventud (Pergamino)   | 22     | 14     | 5      | 7      | 2      | 17     | 15     | 2      |
| 4.º    | El Linqueño            | 20     | 14     | 5      | 5      | 4      | 20     | 11     | 9      |
| 5.º    | Once Tigres            | 20     | 14     | 5      | 5      | 4      | 18     | 11     | 7      |
| 6.º    | Bragado Club           | 19     | 14     | 5      | 4      | 5      | 18     | 20     | -2     |
| 7.º    | Jorge Newbery (Junín)  | 8      | 14     | 1      | 5      | 8      | 12     | 30     | -18    |
| 8.º    | Social Obrero (Zarate) | 4      | 14     | 1      | 1      | 12     | 7      | 39     | -32    |

|  | Clasificado a la etapa final del torneo. |

| Bragado Club  | 1 - 0 | El Linqueño       |
| Rivadavia (L) | 2 - 0 | Jorge Newbery (J) |
| Social Obrero | 1 - 2 | Juventud (P)      |
| Agropecuario  | 2 - 0 | Once Tigres       |

| El Linqueño       | 0 - 0 | Rivadavia (L) |
| Juventud (P)      | 2 - 1 | Agropecuario  |
| Once Tigres       | 4 - 1 | Bragado Club  |
| Jorge Newbery (J) | 2 - 1 | Social Obrero |

| Juventud (P)  | 1 - 1 | Once Tigres       |
| Social Obrero | 0 - 4 | El Linqueño       |
| Rivadavia (L) | 3 - 0 | Bragado Club      |
| Agropecuario  | 5 - 2 | Jorge Newbery (J) |

| Once Tigres       | 0 - 1 | Rivadavia (L) |
| Bragado Club      | 3 - 2 | Social Obrero |
| El Linqueño       | 0 - 3 | Agropecuario  |
| Jorge Newbery (J) | 2 - 2 | Juventud (P)  |

| Juventud (P)      | 1 - 1 | El Linqueño   |
| Agropecuario      | 2 - 0 | Bragado Club  |
| Social Obrero     | 0 - 3 | Rivadavia (L) |
| Jorge Newbery (J) | 1 - 2 | Once Tigres   |

| Once Tigres   | 5 - 0 | Social Obrero     |
| El Linqueño   | 1 - 1 | Jorge Newbery (J) |
| Rivadavia (L) | 5 - 0 | Agropecuario      |
| Bragado Club  | 1 - 2 | Juventud (P)      |

| Agropecuario      | 4 - 0 | Social Obrero |
| El Linqueño       | 4 - 1 | Once Tigres   |
| Juventud (P)      | 0 - 2 | Rivadavia (L) |
| Jorge Newbery (J) | 2 - 4 | Bragado Club  |

| Once Tigres       | 0 - 0 | Agropecuario  |
| Jorge Newbery (J) | 0 - 0 | Rivadavia (L) |
| El Linqueño       | 0 - 0 | Bragado Club  |
| Juventud (P)      | 2 - 0 | Social Obrero |

| Social Obrero | 2 - 0 | Jorge Newbery (J) |
| Agropecuario  | 1 - 1 | Juventud (P)      |
| Bragado Club  | 0 - 0 | Once Tigres       |
| Rivadavia (L) | 1 - 0 | El Linqueño       |

| El Linqueño       | 4 - 0 | Social Obrero |
| Bragado Club      | 1 - 2 | Rivadavia (L) |
| Once Tigres       | 0 - 0 | Juventud (P)  |
| Jorge Newbery (J) | 0 - 0 | Agropecuario  |

| Rivadavia (L) | 1 - 0 | Once Tigres       |
| Social Obrero | 1 - 1 | Bragado Club      |
| Agropecuario  | 3 - 0 | El Linqueño       |
| Juventud (P)  | 1 - 1 | Jorge Newbery (J) |

| El Linqueño   | 3 - 0 | Juventud (P)      |
| Bragado Club  | 2 - 0 | Agropecuario      |
| Rivadavia (L) | 7 - 0 | Social Obrero     |
| Once Tigres   | 4 - 0 | Jorge Newbery (J) |

| Juventud (P)      | 1 - 1 | Bragado Club  |
| Social Obrero     | 0 - 1 | Once Tigres   |
| Jorge Newbery (J) | 0 - 3 | El Linqueño   |
| Agropecuario      | 2 - 0 | Rivadavia (L) |

| Once Tigres   | 0 - 0 | El Linqueño       |
| Rivadavia (L) | 0 - 2 | Juventud (P)      |
| Bragado Club  | 3 - 1 | Jorge Newbery (J) |
| Social Obrero | 0 - 1 | Agropecuario      |

### Zona 6
| Zona 6 | Zona 6                             | Zona 6 | Zona 6 | Zona 6 | Zona 6 | Zona 6 | Zona 6 | Zona 6 | Zona 6 |
| Equipo | Equipo                             | Pts    | PJ     | PG     | PE     | PP     | GF     | GC     | DIF    |
| ------ | ---------------------------------- | ------ | ------ | ------ | ------ | ------ | ------ | ------ | ------ |
| 1.º    | Sportivo Rivadavia (Venado Tuerto) | 28     | 14     | 8      | 4      | 2      | 25     | 16     | 9      |
| 2.º    | La Emilia (San Nicolás)            | 24     | 14     | 7      | 3      | 4      | 15     | 10     | 5      |
| 3.º    | Puerto General San Martín          | 23     | 14     | 6      | 5      | 3      | 18     | 13     | 5      |
| 4.º    | Aprendices Casildenses             | 21     | 14     | 6      | 3      | 5      | 27     | 21     | 6      |
| 5.º    | Sportivo Baradero (Baradero)       | 18     | 14     | 5      | 3      | 6      | 21     | 18     | 3      |
| 6.º    | Defensores (Salto)                 | 17     | 14     | 5      | 2      | 7      | 21     | 26     | -5     |
| 7.º    | General Rojo (General Rojo)        | 16     | 14     | 4      | 4      | 6      | 19     | 20     | -1     |
| 8.º    | Sports (Salto)                     | 7      | 14     | 1      | 4      | 9      | 11     | 33     | -22    |

|  | Clasificado a la etapa final del torneo. |

| Puerto General San Martín | 0 - 0 | Aprendices Casildenses |
| Sportivo Rivadavia (VT)   | 0 - 4 | Sportivo Baradero      |
| La Emilia                 | 3 - 0 | General Rojo           |
| Sports Salto              | 0 - 2 | Defensores de Salto    |

| Defensores de Salto    | 0 - 1 | Puerto General San Martín |
| Sportivo Baradero      | 2 - 1 | Sports Salto              |
| General Rojo           | 1 - 1 | Sportivo Rivadavia (VT)   |
| Aprendices Casildenses | 0 - 1 | La Emilia                 |

| Aprendices Casildenses    | 2 - 2 | General Rojo            |
| Puerto General San Martín | 3 - 1 | Sportivo Baradero       |
| Sports Salto              | 0 - 0 | Sportivo Rivadavia (VT) |
| La Emilia                 | 1 - 0 | Defensores de Salto     |

| Sportivo Baradero       | 1 - 3 | La Emilia                 |
| Defensores de Salto     | 3 - 1 | Aprendices Casildenses    |
| Sportivo Rivadavia (VT) | 1 - 0 | Puerto General San Martín |
| General Rojo            | 3 - 0 | Sports Salto              |

| La Emilia                 | 2 - 0 | Sportivo Rivadavia (VT) |
| Aprendices Casildenses    | 2 - 1 | Sportivo Baradero       |
| Defensores de Salto       | 2 - 1 | General Rojo            |
| Puerto General San Martín | 3 - 0 | Sports Salto            |

| General Rojo            | 2 - 2 | Puerto General San Martín |
| Sportivo Baradero       | 3 - 2 | Defensores de Salto       |
| Sportivo Rivadavia (VT) | 5 - 2 | Aprendices Casildenses    |
| Sports Salto            | 0 - 0 | La Emilia                 |

| Aprendices Casildenses | 4 - 2 | Sports Salto              |
| La Emilia              | 0 - 0 | Puerto General San Martín |
| Sportivo Baradero      | 4 - 0 | General Rojo              |
| Defensores de Salto    | 2 - 3 | Sportivo Rivadavia (VT)   |

| General Rojo           | 1 - 0 | La Emilia                 |
| Aprendices Casildenses | 2 - 0 | Puerto General San Martín |
| Sportivo Baradero      | 1 - 1 | Sportivo Rivadavia (VT)   |
| Defensores de Salto    | 2 - 2 | Sports Salto              |

| Sports Salto              | 2 - 1 | Sportivo Baradero      |
| Puerto General San Martín | 3 - 2 | Defensores de Salto    |
| Sportivo Rivadavia (VT)   | 2 - 1 | General Rojo           |
| La Emilia                 | 0 - 1 | Aprendices Casildenses |

| General Rojo            | 4 - 0 | Aprendices Casildenses    |
| Sportivo Rivadavia (VT) | 4 - 1 | Sports Salto              |
| Sportivo Baradero       | 0 - 0 | Puerto General San Martín |
| Defensores de Salto     | 3 - 1 | La Emilia                 |

| Sports Salto              | 0 - 2 | General Rojo            |
| La Emilia                 | 2 - 1 | Sportivo Baradero       |
| Puerto General San Martín | 0 - 2 | Sportivo Rivadavia (VT) |
| Aprendices Casildenses    | 5 - 0 | Defensores de Salto     |

| Sportivo Baradero       | 0 - 0 | Aprendices Casildenses    |
| General Rojo            | 1 - 1 | Defensores de Salto       |
| Sportivo Rivadavia (VT) | 0 - 0 | La Emilia                 |
| Sports Salto            | 2 - 2 | Puerto General San Martín |

| Aprendices Casildenses    | 2 - 3 | Sportivo Rivadavia (VT) |
| Puerto General San Martín | 2 - 1 | General Rojo            |
| La Emilia                 | 2 - 1 | Sports Salto            |
| Defensores de Salto       | 2 - 1 | Sportivo Baradero       |

| General Rojo              | 0 - 1 | Sportivo Baradero      |
| Sport Salto               | 0 - 6 | Aprendices Casildenses |
| Puerto General San Martín | 2 - 0 | La Emilia              |
| Sportivo Rivadavia (VT)   | 3 - 0 | Defensores de Salto    |

### Zona 7
| Zona 7 | Zona 7               | Zona 7 | Zona 7 | Zona 7 | Zona 7 | Zona 7 | Zona 7 | Zona 7 | Zona 7 |
| Equipo | Equipo               | Pts    | PJ     | PG     | PE     | PP     | GF     | GC     | DIF    |
| ------ | -------------------- | ------ | ------ | ------ | ------ | ------ | ------ | ------ | ------ |
| 1.º    | Unión (Sunchales)    | 28     | 14     | 8      | 4      | 2      | 22     | 14     | 8      |
| 2.º    | 9 de Julio (Rafaela) | 21     | 14     | 5      | 6      | 3      | 11     | 10     | 1      |
| 3.º    | Sportivo Las Parejas | 21     | 14     | 5      | 6      | 3      | 17     | 6      | 11     |
| 4.º    | Ben Hur              | 18     | 14     | 4      | 6      | 4      | 12     | 15     | -3     |
| 5.º    | Belgrano (Paraná)    | 17     | 14     | 3      | 8      | 3      | 17     | 19     | -2     |
| 6.º    | Viale FBC            | 14     | 14     | 3      | 5      | 6      | 17     | 20     | -3     |
| 7.º    | Sanjustino           | 14     | 14     | 3      | 5      | 6      | 15     | 21     | -6     |
| 8.º    | La Salle Jobson      | 12     | 14     | 2      | 6      | 6      | 15     | 21     | -6     |

|  | Clasificado a la etapa final del torneo. |

| Sportivo Las Parejas | 3 - 0 | Viale FBC       |
| Belgrano (P)         | 1 - 1 | Unión (S)       |
| Ben Hur              | 1 - 0 | 9 de Julio (R)  |
| Sanjustino           | 1 - 4 | La Salle Jobson |

| La Salle Jobson | 2 - 2 | Belgrano (P)         |
| 9 de Julio (R)  | 1 - 1 | Sanjustino           |
| Unión (S)       | 0 - 1 | Sportivo Las Parejas |
| Viale FBC       | 2 - 2 | Ben Hur              |

| Sportivo Las Parejas | 4 - 0 | La Salle Jobson |
| Belgrano (P)         | 0 - 0 | 9 de Julio (R)  |
| Unión (S)            | 1 - 0 | Viale FBC       |
| Sanjustino           | 0 - 0 | Ben Hur         |

| Viale FBC       | 1 - 0 | Sanjustino           |
| La Salle Jobson | 0 - 1 | Unión (S)            |
| 9 de Julio (R)  | 0 - 0 | Sportivo Las Parejas |
| Ben Hur         | 0 - 0 | Belgrano (P)         |

| La Salle Jobson      | 1 - 1 | Viale FBC      |
| Belgrano (P)         | 3 - 0 | Sanjustino     |
| Unión (S)            | 2 - 0 | 9 de Julio (R) |
| Sportivo Las Parejas | 3 - 0 | Ben Hur        |

| 9 de Julio (R) | 0 - 0 | La Salle Jobson      |
| Viale FBC      | 1 - 1 | Belgrano (P)         |
| Sanjustino     | 1 - 1 | Sportivo Las Parejas |
| Ben Hur        | 2 - 2 | Unión (S)            |

| Sportivo Las Parejas | 0 - 1 | Belgrano (P) |
| Unión (S)            | 4 - 2 | Sanjustino   |
| La Salle Jobson      | 1 - 1 | Ben Hur      |
| 9 de Julio (R)       | 1 - 0 | Viale FBC    |

| Unión (S)       | 3 - 0 | Belgrano (P)         |
| 9 de Julio (R)  | 2 - 0 | Ben Hur              |
| Viale FBC       | 0 - 0 | Sportivo Las Parejas |
| La Salle Jobson | 1 - 1 | Sanjustino           |

| Belgrano (P)         | 4 - 3 | La Salle Jobson |
| Sanjustino           | 1 - 1 | 9 de Julio (R)  |
| Sportivo Las Parejas | 0 - 0 | Unión (S)       |
| Ben Hur              | 3 - 2 | Viale FBC       |

| Viale FBC       | 5 - 1 | Unión (S)            |
| La Salle Jobson | 0 - 3 | Sportivo Las Parejas |
| 9 de Julio (R)  | 2 - 1 | Belgrano (P)         |
| Ben Hur         | 0 - 1 | Sanjustino           |

| Belgrano (P)         | 1 - 1 | Ben Hur         |
| Unión (S)            | 0 - 0 | La Salle Jobson |
| Sanjustino           | 1 - 2 | Viale FBC       |
| Sportivo Las Parejas | 1 - 1 | 9 de Julio (R)  |

| Viale FBC      | 1 - 3 | La Salle Jobson      |
| Sanjustino     | 3 - 0 | Belgrano (P)         |
| Ben Hur        | 1 - 0 | Sportivo Las Parejas |
| 9 de Julio (R) | 1 - 3 | Unión (S)            |

| Sportivo Las Parejas | 0 - 1 | Sanjustino     |
| Belgrano (P)         | 2 - 2 | Viale FBC      |
| La Salle Jobson      | 0 - 1 | 9 de Julio (R) |
| Unión (S)            | 1 - 0 | Ben Hur        |

| Sanjustino   | 2 - 3 | Unión (S)            |
| Viale FBC    | 0 - 1 | 9 de Julio (R)       |
| Belgrano (P) | 1 - 1 | Sportivo Las Parejas |
| Ben Hur      | 1 - 0 | La Salle Jobson      |

### Zona 8
| Zona 8 | Zona 8                        | Zona 8 | Zona 8 | Zona 8 | Zona 8 | Zona 8 | Zona 8 | Zona 8 | Zona 8 |
| Equipo | Equipo                        | Pts    | PJ     | PG     | PE     | PP     | GF     | GC     | DIF    |
| ------ | ----------------------------- | ------ | ------ | ------ | ------ | ------ | ------ | ------ | ------ |
| 1.º    | Deportivo Achirense           | 33     | 14     | 10     | 3      | 1      | 31     | 7      | 24     |
| 2.º    | Libertad (Concordia)          | 26     | 14     | 7      | 5      | 2      | 16     | 9      | 7      |
| 3.º    | Colegiales (Concordia)        | 22     | 14     | 5      | 7      | 2      | 15     | 14     | 1      |
| 4.º    | Defensores de Pronunciamiento | 21     | 14     | 5      | 6      | 3      | 20     | 16     | 4      |
| 5.º    | Huracán de Goya               | 16     | 14     | 4      | 4      | 6      | 18     | 16     | 2      |
| 6.º    | Jorge Gibson Brown            | 14     | 14     | 3      | 5      | 6      | 12     | 13     | -1     |
| 7.º    | Ferroviario Corrientes        | 10     | 14     | 2      | 4      | 8      | 19     | 27     | -8     |
| 8.º    | Ex Alumnos Escuela N.º 185    | 7      | 14     | 1      | 4      | 9      | 4      | 33     | -29    |

|  | Clasificado a la etapa final del torneo. |

| Deportivo Achirense | 2 - 0 | Defensores de Pronunciamiento |
| Huracán (G)         | 0 - 0 | Ex Alumnos Escuela N°185      |
| Ferroviario (C)     | 1 - 1 | Jorge Gibson Brown            |
| Colegiales (C)      | 0 - 0 | Libertad (C)                  |

| Defensores de Pronunciamiento | 3 - 1 | Huracán (G)         |
| Jorge Gibson Brown            | 2 - 0 | Colegiales (C)      |
| Ex Alumnos Escuela N°185      | 1 - 0 | Ferroviario (C)     |
| Libertad (C)                  | 0 - 0 | Deportivo Achirense |

| Ferroviario (C)          | 1 - 1 | Defensores de Pronunciamiento |
| Ex Alumnos Escuela N°185 | 0 - 0 | Jorge Gibson Brown            |
| Huracán (G)              | 1 - 1 | Libertad (C)                  |
| Deportivo Achirense      | 1 - 1 | Colegiales (C)                |

| Jorge Gibson Brown            | 0 - 1 | Deportivo Achirense      |
| Colegiales (C)                | 1 - 0 | Huracán (G)              |
| Libertad (C)                  | 2 - 1 | Ferroviario (C)          |
| Defensores de Pronunciamiento | 4 - 1 | Ex Alumnos Escuela N°185 |

| Huracán (G)                   | 1 - 2 | Deportivo Achirense |
| Defensores de Pronunciamiento | 1 - 0 | Jorge Gibson Brown  |
| Ex Alumnos Escuela N°185      | 0 - 1 | Libertad (C)        |
| Ferroviario (C)               | 2 - 2 | Colegiales (C)      |

| Deportivo Achirense | 3 - 0 | Ferroviario (C)               |
| Jorge Gibson Brown  | 1 - 0 | Huracán (G)                   |
| Colegiales (C)      | 2 - 0 | Ex Alumnos Escuela N°185      |
| Libertad (C)        | 2 - 0 | Defensores de Pronunciamiento |

| Libertad (C)                  | 2 - 0 | Jorge Gibson Brown  |
| Ferroviario (C)               | 0 - 0 | Huracán (G)         |
| Ex Alumnos Escuela N°185      | 1 - 2 | Deportivo Achirense |
| Defensores de Pronunciamiento | 1 - 1 | Colegiales (C)      |

| Jorge Gibson Brown            | 0 - 1 | Ferroviario (C)     |
| Defensores de Pronunciamiento | 1 - 1 | Deportivo Achirense |
| Libertad (C)                  | 0 - 2 | Colegiales (C)      |
| Ex Alumnos Escuela N°185      | 0 - 5 | Huracán (G)         |

| Deportivo Achirense | 2 - 0 | Libertad (C)                  |
| Colegiales (C)      | 1 - 1 | Jorge Gibson Brown            |
| Ferroviario (C)     | 5 - 0 | Ex Alumnos Escuela N°185      |
| Huracán (G)         | 0 - 2 | Defensores de Pronunciamiento |

| Libertad (C)                  | 0 - 0 | Huracán (G)              |
| Defensores de Pronunciamiento | 3 - 2 | Ferroviario (C)          |
| Colegiales (C)                | 1 - 0 | Deportivo Achirense      |
| Jorge Gibson Brown            | 3 - 0 | Ex Alumnos Escuela N°185 |

| Ferroviario (C)          | 2 - 3 | Libertad (C)                  |
| Ex Alumnos Escuela N°185 | 0 - 0 | Defensores de Pronunciamiento |
| Deportivo Achirense      | 2 - 1 | Jorge Gibson Brown            |
| Huracán (G)              | 4 - 0 | Colegiales (C)                |

| Jorge Gibson Brown  | 2 - 2 | Defensores de Pronunciamiento |
| Deportivo Achirense | 3 - 0 | Huracán (G)                   |
| Libertad (C)        | 3 - 0 | Ex Alumnos Escuela N°185      |
| Colegiales (C)      | 2 - 1 | Ferroviario (C)               |

| Ferroviario (C)               | 1 - 5 | Deportivo Achirense |
| Ex Alumnos Escuela N°185      | 1 - 1 | Colegiales (C)      |
| Huracán (G)                   | 2 - 1 | Jorge Gibson Brown  |
| Defensores de Pronunciamiento | 1 - 2 | Libertad (C)        |

| Huracán (G)         | 4 - 2 | Ferroviario (C)               |
| Jorge Gibson Brown  | 0 - 0 | Libertad (C)                  |
| Deportivo Achirense | 7 - 0 | Ex Alumnos Escuela N°185      |
| Colegiales (C)      | 1 - 1 | Defensores de Pronunciamiento |

### Zona 9
| Zona 9 | Zona 9                                  | Zona 9 | Zona 9 | Zona 9 | Zona 9 | Zona 9 | Zona 9 | Zona 9 | Zona 9 |
| Equipo | Equipo                                  | Pts    | PJ     | PG     | PE     | PP     | GF     | GC     | DIF    |
| ------ | --------------------------------------- | ------ | ------ | ------ | ------ | ------ | ------ | ------ | ------ |
| 1.º    | Juventud Unida (Charata)                | 26     | 14     | 8      | 2      | 4      | 26     | 17     | 9      |
| 2.º    | Resistencia Central                     | 26     | 14     | 8      | 2      | 4      | 21     | 16     | 5      |
| 3.º    | Independiente Fontana                   | 24     | 14     | 6      | 6      | 2      | 35     | 20     | 15     |
| 4.º    | Comercio (Santa Sylvina)                | 22     | 14     | 5      | 7      | 2      | 22     | 14     | 8      |
| 5.º    | Sportivo (Presidencia Roque Sáenz Peña) | 22     | 14     | 6      | 4      | 4      | 19     | 13     | 6      |
| 6.º    | Deportivo Fontana (Resistencia)         | 20     | 14     | 5      | 5      | 4      | 23     | 23     | 0      |
| 7.º    | Ocampo Fábrica                          | 12     | 14     | 3      | 3      | 8      | 19     | 26     | -7     |
| 8.º    | San Carlos (La Escondida)               | 1      | 14     | 0      | 1      | 13     | 11     | 47     | -36    |

|  | Clasificado a la etapa final del torneo. |

| Deportivo Fontana (R) | 1 - 0 | Resistencia Central   |
| Sportivo (PRSP)       | 0 - 0 | Independiente Fontana |
| Juventud Unida (C)    | 1 - 0 | Ocampo Fábrica        |
| Comercio (SS)         | 3 - 1 | San Carlos (LE)       |

| Independiente Fontana | 0 - 3 | Comercio (SS)         |
| Ocampo Fábrica        | 1 - 4 | Sportivo (PRSP)       |
| Resistencia Central   | 1 - 0 | Juventud Unida (C)    |
| San Carlos (LE)       | 1 - 2 | Deportivo Fontana (R) |

| Deportivo Fontana (R) | 3 - 3 | Independiente Fontana |
| San Carlos (LE)       | 1 - 4 | Resistencia Central   |
| Comercio (SS)         | 0 - 0 | Ocampo Fábrica        |
| Sportivo (PRSP)       | 1 - 0 | Juventud Unida (C)    |

| Independiente Fontana | 6 - 1 | San Carlos (LE)       |
| Resistencia Central   | 1 - 0 | Sportivo (PRSP)       |
| Ocampo Fábrica        | 1 - 1 | Deportivo Fontana (R) |
| Juventud Unida (C)    | 1 - 1 | Comercio (SS)         |

| Independiente Fontana | 5 - 1 | Resistencia Central |
| San Carlos (LE)       | 1 - 3 | Ocampo Fábrica      |
| Comercio (SS)         | 4 - 1 | Sportivo (PRSP)     |
| Deportivo Fontana (R) | 0 - 2 | Juventud Unida (C)  |

| Resistencia Central | 1 - 0 | Comercio (SS)         |
| Ocampo Fábrica      | 2 - 3 | Independiente Fontana |
| Juventud Unida (C)  | 5 - 1 | San Carlos (LE)       |
| Sportivo (PRSP)     | 0 - 0 | Deportivo Fontana (R) |

| San Carlos (LE)       | 1 - 2 | Sportivo (PRSP)     |
| Independiente Fontana | 2 - 1 | Juventud Unida (C)  |
| Deportivo Fontana (R) | 2 - 2 | Comercio (SS)       |
| Ocampo Fábrica        | 0 - 1 | Resistencia Central |

| San Carlos (LE)       | 0 - 0 | Comercio (SS)         |
| Independiente Fontana | 1 - 1 | Sportivo (PRSP)       |
| Resistencia Central   | 5 - 3 | Deportivo Fontana (R) |
| Ocampo Fábrica        | 2 - 3 | Juventud Unida (C)    |

| Deportivo Fontana (R) | 1 - 0 | San Carlos (LE)       |
| Sportivo (PRSP)       | 0 - 1 | Ocampo Fábrica        |
| Comercio (SS)         | 1 - 0 | Independiente Fontana |
| Juventud Unida (C)    | 1 - 0 | Resistencia Central   |

| Independiente Fontana | 0 - 0 | Deportivo Fontana (R) |
| Ocampo Fábrica        | 1 - 2 | Comercio (SS)         |
| Resistencia Central   | 3 - 1 | San Carlos (LE)       |
| Juventud Unida (C)    | 2 - 1 | Sportivo (PRSP)       |

| Deportivo Fontana (R) | 3 - 1 | Ocampo Fábrica        |
| Sportivo (PRSP)       | 2 - 1 | Resistencia Central   |
| San Carlos (LE)       | 1 - 6 | Independiente Fontana |
| Comercio (SS)         | 2 - 3 | Juventud Unida (C)    |

| Resistencia Central | 2 - 1 | Independiente Fontana |
| Ocampo Fábrica      | 4 - 1 | San Carlos (LE)       |
| Sportivo (PRSP)     | 0 - 0 | Comercio (SS)         |
| Juventud Unida (C)  | 3 - 4 | Deportivo Fontana (R) |

| San Carlos (LE)       | 1 - 3 | Juventud Unida (C)  |
| Comercio (SS)         | 0 - 0 | Resistencia Central |
| Independiente Fontana | 5 - 2 | Ocampo Fábrica      |
| Deportivo Fontana (R) | 1 - 2 | Sportivo (PRSP)     |

| Sportivo (PRSP)     | 5 - 0 | San Carlos (LE)       |
| Comercio (SS)       | 3 - 2 | Deportivo Fontana (R) |
| Resistencia Central | 1 - 1 | Ocampo Fábrica        |
| Juventud Unida (C)  | 1 - 1 | Independiente Fontana |

### Zona 10
| Zona 10 | Zona 10                           | Zona 10 | Zona 10 | Zona 10 | Zona 10 | Zona 10 | Zona 10 | Zona 10 | Zona 10 |
| Equipo  | Equipo                            | Pts     | PJ      | PG      | PE      | PP      | GF      | GC      | DIF     |
| ------- | --------------------------------- | ------- | ------- | ------- | ------- | ------- | ------- | ------- | ------- |
| 1.º     | Almirante Brown (Lules)           | 30      | 14      | 9       | 3       | 2       | 21      | 13      | 8       |
| 2.º     | Deportivo Lastenia                | 26      | 14      | 8       | 2       | 4       | 20      | 13      | 7       |
| 3.º     | Central Norte (Salta) 1           | 25      | 14      | 7       | 4       | 3       | 14      | 5       | 9       |
| 4.º     | Mitre (Salta) 1                   | 22      | 14      | 5       | 7       | 2       | 21      | 12      | 9       |
| 5.º     | Camioneros Argentinos del Norte   | 15      | 14      | 3       | 6       | 5       | 15      | 18      | -3      |
| 6.º     | Progreso (Rosario de la Frontera) | 12      | 14      | 3       | 3       | 8       | 14      | 21      | -7      |
| 7.º     | Atlético Pellegrini (Salta)       | 12      | 14      | 3       | 3       | 8       | 15      | 28      | -13     |
| 8.º     | Atlético Chicoana                 | 10      | 14      | 2       | 4       | 8       | 11      | 21      | -10     |

|  | Clasificado a la etapa final del torneo. |

1: Suspendido a los 49 ST. por incidentes con la hinchada de Central Norte. Se da por finalizado y perdido el partido a Central Norte de Salta.

| Central Norte (S)       | 2 - 0 | Camioneros Argentinos del Norte |
| Atlético Pellegrini (S) | 1 - 0 | Mitre (S)                       |
| Deportivo Lastenia      | 2 - 3 | Almirante Brown (L)             |
| Atlético Chicoana       | 0 - 1 | Progreso (RdlF)                 |

| Camioneros Argentinos del Norte | 2 - 0 | Atlético Pellegrini (S) |
| Almirante Brown (L)             | 1 - 0 | Central Norte (S)       |
| Mitre (S)                       | 3 - 0 | Atlético Chicoana       |
| Progreso (RdlF)                 | 1 - 2 | Deportivo Lastenia      |

| Deportivo Lastenia      | 1 - 1 | Mitre (S)                       |
| Atlético Chicoana       | 2 - 2 | Camioneros Argentinos del Norte |
| Atlético Pellegrini (S) | 0 - 4 | Central Norte (S)               |
| Progreso (RdlF)         | 0 - 1 | Almirante Brown (L)             |

| Central Norte (S)               | 1 - 0 | Atlético Chicoana       |
| Almirante Brown (L)             | 2 - 1 | Atlético Pellegrini (S) |
| Camioneros Argentinos del Norte | 1 - 2 | Deportivo Lastenia      |
| Mitre (S)                       | 3 - 0 | Progreso (RdlF)         |

| Progreso (RdlF)    | 1 - 1 | Camioneros Argentinos del Norte |
| Atlético Chicoana  | 2 - 1 | Atlético Pellegrini (S)         |
| Mitre (S)          | 1 - 1 | Almirante Brown (L)             |
| Deportivo Lastenia | 1 - 0 | Central Norte (S)               |

| Central Norte (S)               | 2 - 1 | Progreso (RdlF)    |
| Almirante Brown (L)             | 2 - 0 | Atlético Chicoana  |
| Atlético Pellegrini (S)         | 0 - 3 | Deportivo Lastenia |
| Camioneros Argentinos del Norte | 1 - 1 | Mitre (S)          |

| Progreso (RdlF)                 | 3 - 0 | Atlético Pellegrini (S) |
| Camioneros Argentinos del Norte | 0 - 0 | Almirante Brown (L)     |
| Mitre (S)                       | 1 - 0 | Central Norte (S)       |
| Deportivo Lastenia              | 3 - 2 | Atlético Chicoana       |

| Mitre (S)                       | 5 - 2 | Atlético Pellegrini (S) |
| Camioneros Argentinos del Norte | 0 - 2 | Central Norte (S)       |
| Almirante Brown (L)             | 1 - 0 | Deportivo Lastenia      |
| Progreso (RdlF)                 | 1 - 0 | Atlético Chicoana       |

| Central Norte (S)       | 1 - 0 | Almirante Brown (L)             |
| Deportivo Lastenia      | 2 - 1 | Progreso (RdlF)                 |
| Atlético Pellegrini (S) | 2 - 2 | Camioneros Argentinos del Norte |
| Atlético Chicoana       | 0 - 0 | Mitre (S)                       |

| Camioneros Argentinos del Norte | 2 - 0 | Atlético Chicoana       |
| Central Norte (S)               | 0 - 0 | Atlético Pellegrini (S) |
| Mitre (S)                       | 0 - 0 | Deportivo Lastenia      |
| Almirante Brown (L)             | 2 - 1 | Progreso (RdlF)         |

| Atlético Pellegrini (S) | 3 - 0 | Almirante Brown (L)             |
| Atlético Chicoana       | 0 - 0 | Central Norte (S)               |
| Deportivo Lastenia      | 2 - 0 | Camioneros Argentinos del Norte |
| Progreso (RdlF)         | 1 - 3 | Mitre (S)                       |

| Almirante Brown (L)             | 3 - 1 | Mitre (S)          |
| Atlético Pellegrini (S)         | 2 - 1 | Atlético Chicoana  |
| Camioneros Argentinos del Norte | 2 - 0 | Progreso (RdlF)    |
| Central Norte (S)               | 1 - 0 | Deportivo Lastenia |

| Mitre (S)          | 1 - 1 | Camioneros Argentinos del Norte |
| Atlético Chicoana  | 2 - 2 | Almirante Brown (L)             |
| Deportivo Lastenia | 1 - 0 | Atlético Pellegrini (S)         |
| Progreso (RdlF)    | 0 - 0 | Central Norte (S)               |

| Central Norte (S)       | 1 - 1 | Mitre (S)                       |
| Atlético Pellegrini (S) | 3 - 3 | Progreso (RdlF)                 |
| Almirante Brown (L)     | 3 - 1 | Camioneros Argentinos del Norte |
| Atlético Chicoana       | 2 - 1 | Deportivo Lastenia              |

### Zona 11
| Zona 11 | Zona 11                             | Zona 11 | Zona 11 | Zona 11 | Zona 11 | Zona 11 | Zona 11 | Zona 11 | Zona 11 |
| Equipo  | Equipo                              | Pts     | PJ      | PG      | PE      | PP      | GF      | GC      | DIF     |
| ------- | ----------------------------------- | ------- | ------- | ------- | ------- | ------- | ------- | ------- | ------- |
| 1.º     | Talleres (Perico)                   | 27      | 12      | 9       | 0       | 3       | 21      | 11      | 10      |
| 2.º     | Monterrico San Vicente              | 21      | 12      | 5       | 6       | 1       | 14      | 11      | 3       |
| 3.º     | Deportivo Tabacal                   | 19      | 12      | 5       | 4       | 3       | 14      | 9       | 5       |
| 4.º     | Independiente (Hipólito Yrigoyen) 1 | 16      | 12      | 4       | 4       | 4       | 14      | 13      | 1       |
| 5.º     | Tiro y Gimnasia                     | 13      | 12      | 3       | 4       | 5       | 9       | 15      | -6      |
| 6.º     | Herminio Arrieta                    | 9       | 12      | 2       | 3       | 7       | 10      | 14      | -4      |
| 7.º     | Río Grande 1                        | 9       | 12      | 2       | 3       | 7       | 9       | 18      | -9      |

|  | Clasificado a la etapa final del torneo. |

1: Suspendido a los 28 ST. por incidentes. El Tribunal de Disciplina le dio por ganado al partido a Río Grande con el marcador existente.

| Fecha 1                | Fecha 1   | Fecha 1            | Fecha 1 | Fecha 1 | Fecha 1 | Fecha 1 | Fecha 1 | Fecha 1 | Fecha 1 | Fecha 1 | Fecha 1 |
| Local                  | Resultado | Visitante          |         |         |         |         |         |         |         |         |         |
| ---------------------- | --------- | ------------------ | ------- | ------- | ------- | ------- | ------- | ------- | ------- | ------- | ------- |
| Deportivo Tabacal      | 2 - 0     | Independiente (HY) |         |         |         |         |         |         |         |         |         |
| Herminio Arrieta       | 0 - 0     | Río Grande         |         |         |         |         |         |         |         |         |         |
| Monterrico San Vicente | 0 - 3     | Talleres (P)       |         |         |         |         |         |         |         |         |         |
| Libre: Tiro y Gimnasia |           |                    |         |         |         |         |         |         |         |         |         |

| Fecha 2                  | Fecha 2   | Fecha 2                | Fecha 2 | Fecha 2 | Fecha 2 | Fecha 2 | Fecha 2 | Fecha 2 | Fecha 2 | Fecha 2 | Fecha 2 |
| Local                    | Resultado | Visitante              |         |         |         |         |         |         |         |         |         |
| ------------------------ | --------- | ---------------------- | ------- | ------- | ------- | ------- | ------- | ------- | ------- | ------- | ------- |
| Independiente (HY)       | 3 - 1     | Herminio Arrieta       |         |         |         |         |         |         |         |         |         |
| Río Grande               | 0 - 0     | Monterrico San Vicente |         |         |         |         |         |         |         |         |         |
| Talleres (P)             | 1 - 0     | Tiro y Gimnasia        |         |         |         |         |         |         |         |         |         |
| Libre: Deportivo Tabacal |           |                        |         |         |         |         |         |         |         |         |         |

| Fecha 3                | Fecha 3   | Fecha 3            | Fecha 3 | Fecha 3 | Fecha 3 | Fecha 3 | Fecha 3 | Fecha 3 | Fecha 3 | Fecha 3 | Fecha 3 |
| Local                  | Resultado | Visitante          |         |         |         |         |         |         |         |         |         |
| ---------------------- | --------- | ------------------ | ------- | ------- | ------- | ------- | ------- | ------- | ------- | ------- | ------- |
| Monterrico San Vicente | 2 - 2     | Independiente (HY) |         |         |         |         |         |         |         |         |         |
| Tiro y Gimnasia        | 2 - 1     | Río Grande         |         |         |         |         |         |         |         |         |         |
| Herminio Arrieta       | 1 - 0     | Deportivo Tabacal  |         |         |         |         |         |         |         |         |         |
| Libre: Talleres (P)    |           |                    |         |         |         |         |         |         |         |         |         |

| Fecha 4                 | Fecha 4   | Fecha 4                | Fecha 4 | Fecha 4 | Fecha 4 | Fecha 4 | Fecha 4 | Fecha 4 | Fecha 4 | Fecha 4 | Fecha 4 |
| Local                   | Resultado | Visitante              |         |         |         |         |         |         |         |         |         |
| ----------------------- | --------- | ---------------------- | ------- | ------- | ------- | ------- | ------- | ------- | ------- | ------- | ------- |
| Deportivo Tabacal       | 0 - 2     | Monterrico San Vicente |         |         |         |         |         |         |         |         |         |
| Independiente (HY)      | 1 - 0     | Tiro y Gimnasia        |         |         |         |         |         |         |         |         |         |
| Río Grande              | 0 - 1     | Talleres (P)           |         |         |         |         |         |         |         |         |         |
| Libre: Herminio Arrieta |           |                        |         |         |         |         |         |         |         |         |         |

| Fecha 5                | Fecha 5   | Fecha 5            | Fecha 5 | Fecha 5 | Fecha 5 | Fecha 5 | Fecha 5 | Fecha 5 | Fecha 5 | Fecha 5 | Fecha 5 |
| Local                  | Resultado | Visitante          |         |         |         |         |         |         |         |         |         |
| ---------------------- | --------- | ------------------ | ------- | ------- | ------- | ------- | ------- | ------- | ------- | ------- | ------- |
| Talleres (P)           | 3 - 2     | Independiente (HY) |         |         |         |         |         |         |         |         |         |
| Monterrico San Vicente | 2 - 1     | Herminio Arrieta   |         |         |         |         |         |         |         |         |         |
| Tiro y Gimnasia        | 0 - 0     | Deportivo Tabacal  |         |         |         |         |         |         |         |         |         |
| Libre: Río Grande      |           |                    |         |         |         |         |         |         |         |         |         |

| Fecha 6                       | Fecha 6   | Fecha 6         | Fecha 6 | Fecha 6 | Fecha 6 | Fecha 6 | Fecha 6 | Fecha 6 | Fecha 6 | Fecha 6 | Fecha 6 |
| Local                         | Resultado | Visitante       |         |         |         |         |         |         |         |         |         |
| ----------------------------- | --------- | --------------- | ------- | ------- | ------- | ------- | ------- | ------- | ------- | ------- | ------- |
| Independiente (HY)            | 3 - 0     | Río Grande      |         |         |         |         |         |         |         |         |         |
| Deportivo Tabacal             | 0 - 1     | Talleres (P)    |         |         |         |         |         |         |         |         |         |
| Herminio Arrieta              | 4 - 1     | Tiro y Gimnasia |         |         |         |         |         |         |         |         |         |
| Libre: Monterrico San Vicente |           |                 |         |         |         |         |         |         |         |         |         |

| Fecha 7                   | Fecha 7   | Fecha 7                | Fecha 7 | Fecha 7 | Fecha 7 | Fecha 7 | Fecha 7 | Fecha 7 | Fecha 7 | Fecha 7 | Fecha 7 |
| Local                     | Resultado | Visitante              |         |         |         |         |         |         |         |         |         |
| ------------------------- | --------- | ---------------------- | ------- | ------- | ------- | ------- | ------- | ------- | ------- | ------- | ------- |
| Talleres (P)              | 2 - 1     | Herminio Arrieta       |         |         |         |         |         |         |         |         |         |
| Río Grande                | 0 - 1     | Deportivo Tabacal      |         |         |         |         |         |         |         |         |         |
| Tiro y Gimnasia           | 0 - 0     | Monterrico San Vicente |         |         |         |         |         |         |         |         |         |
| Libre: Independiente (HY) |           |                        |         |         |         |         |         |         |         |         |         |

| Fecha 8                | Fecha 8   | Fecha 8                | Fecha 8 | Fecha 8 | Fecha 8 | Fecha 8 | Fecha 8 | Fecha 8 | Fecha 8 | Fecha 8 | Fecha 8 |
| Local                  | Resultado | Visitante              |         |         |         |         |         |         |         |         |         |
| ---------------------- | --------- | ---------------------- | ------- | ------- | ------- | ------- | ------- | ------- | ------- | ------- | ------- |
| Talleres (P)           | 1 - 2     | Monterrico San Vicente |         |         |         |         |         |         |         |         |         |
| Independiente (HY)     | 1 - 1     | Deportivo Tabacal      |         |         |         |         |         |         |         |         |         |
| Río Grande             | 0 - 0     | Herminio Arrieta       |         |         |         |         |         |         |         |         |         |
| Libre: Tiro y Gimnasia |           |                        |         |         |         |         |         |         |         |         |         |

| Fecha 9                  | Fecha 9   | Fecha 9            | Fecha 9 | Fecha 9 | Fecha 9 | Fecha 9 | Fecha 9 | Fecha 9 | Fecha 9 | Fecha 9 | Fecha 9 |
| Local                    | Resultado | Visitante          |         |         |         |         |         |         |         |         |         |
| ------------------------ | --------- | ------------------ | ------- | ------- | ------- | ------- | ------- | ------- | ------- | ------- | ------- |
| Monterrico San Vicente   | 2 - 1     | Río Grande         |         |         |         |         |         |         |         |         |         |
| Herminio Arrieta         | 0 - 0     | Independiente (HY) |         |         |         |         |         |         |         |         |         |
| Tiro y Gimnasia          | 0 - 1     | Talleres (P)       |         |         |         |         |         |         |         |         |         |
| Libre: Deportivo Tabacal |           |                    |         |         |         |         |         |         |         |         |         |

| Fecha 10            | Fecha 10  | Fecha 10               | Fecha 10 | Fecha 10 | Fecha 10 | Fecha 10 | Fecha 10 | Fecha 10 | Fecha 10 | Fecha 10 | Fecha 10 |
| Local               | Resultado | Visitante              |          |          |          |          |          |          |          |          |          |
| ------------------- | --------- | ---------------------- | -------- | -------- | -------- | -------- | -------- | -------- | -------- | -------- | -------- |
| Independiente (HY)  | 1 - 1     | Monterrico San Vicente |          |          |          |          |          |          |          |          |          |
| Deportivo Tabacal   | 1 - 0     | Herminio Arrieta       |          |          |          |          |          |          |          |          |          |
| Río Grande          | 3 - 0     | Tiro y Gimnasia        |          |          |          |          |          |          |          |          |          |
| Libre: Talleres (P) |           |                        |          |          |          |          |          |          |          |          |          |

| Fecha 11                | Fecha 11  | Fecha 11           | Fecha 11 | Fecha 11 | Fecha 11 | Fecha 11 | Fecha 11 | Fecha 11 | Fecha 11 | Fecha 11 | Fecha 11 |
| Local                   | Resultado | Visitante          |          |          |          |          |          |          |          |          |          |
| ----------------------- | --------- | ------------------ | -------- | -------- | -------- | -------- | -------- | -------- | -------- | -------- | -------- |
| Monterrico San Vicente  | 0 - 0     | Deportivo Tabacal  |          |          |          |          |          |          |          |          |          |
| Talleres (P)            | 4 - 1     | Río Grande         |          |          |          |          |          |          |          |          |          |
| Tiro y Gimnasia         | 1 - 0     | Independiente (HY) |          |          |          |          |          |          |          |          |          |
| Libre: Herminio Arrieta |           |                    |          |          |          |          |          |          |          |          |          |

| Fecha 12           | Fecha 12  | Fecha 12               | Fecha 12 | Fecha 12 | Fecha 12 | Fecha 12 | Fecha 12 | Fecha 12 | Fecha 12 | Fecha 12 | Fecha 12 |
| Local              | Resultado | Visitante              |          |          |          |          |          |          |          |          |          |
| ------------------ | --------- | ---------------------- | -------- | -------- | -------- | -------- | -------- | -------- | -------- | -------- | -------- |
| Deportivo Tabacal  | 1 - 1     | Tiro y Gimnasia        |          |          |          |          |          |          |          |          |          |
| Herminio Arrieta   | 0 - 1     | Monterrico San Vicente |          |          |          |          |          |          |          |          |          |
| Independiente (HY) | 1 - 0     | Talleres (P)           |          |          |          |          |          |          |          |          |          |
| Libre: Río Grande  |           |                        |          |          |          |          |          |          |          |          |          |

| Fecha 13                      | Fecha 13  | Fecha 13           | Fecha 13 | Fecha 13 | Fecha 13 | Fecha 13 | Fecha 13 | Fecha 13 | Fecha 13 | Fecha 13 | Fecha 13 |
| Local                         | Resultado | Visitante          |          |          |          |          |          |          |          |          |          |
| ----------------------------- | --------- | ------------------ | -------- | -------- | -------- | -------- | -------- | -------- | -------- | -------- | -------- |
| Tiro y Gimnasia               | 2 - 1     | Herminio Arrieta   |          |          |          |          |          |          |          |          |          |
| Talleres (P)                  | 2 - 3     | Deportivo Tabacal  |          |          |          |          |          |          |          |          |          |
| Río Grande                    | 2 - 0     | Independiente (HY) |          |          |          |          |          |          |          |          |          |
| Libre: Monterrico San Vicente |           |                    |          |          |          |          |          |          |          |          |          |

| Fecha 14                  | Fecha 14  | Fecha 14        | Fecha 14 | Fecha 14 | Fecha 14 | Fecha 14 | Fecha 14 | Fecha 14 | Fecha 14 | Fecha 14 | Fecha 14 |
| Local                     | Resultado | Visitante       |          |          |          |          |          |          |          |          |          |
| ------------------------- | --------- | --------------- | -------- | -------- | -------- | -------- | -------- | -------- | -------- | -------- | -------- |
| Deportivo Tabacal         | 5 - 1     | Río Grande      |          |          |          |          |          |          |          |          |          |
| Herminio Arrieta          | 1 - 2     | Talleres (P)    |          |          |          |          |          |          |          |          |          |
| Monterrico San Vicente    | 2 - 2     | Tiro y Gimnasia |          |          |          |          |          |          |          |          |          |
| Libre: Independiente (HY) |           |                 |          |          |          |          |          |          |          |          |          |

### Zona 12
| Zona 12 | Zona 12                               | Zona 12 | Zona 12 | Zona 12 | Zona 12 | Zona 12 | Zona 12 | Zona 12 | Zona 12 |
| Equipo  | Equipo                                | Pts     | PJ      | PG      | PE      | PP      | GF      | GC      | DIF     |
| ------- | ------------------------------------- | ------- | ------- | ------- | ------- | ------- | ------- | ------- | ------- |
| 1.º     | Unión Santiago                        | 31      | 14      | 9       | 4       | 1       | 18      | 7       | 11      |
| 2.º     | Güemes (Santiago del Estero)          | 25      | 14      | 6       | 7       | 1       | 19      | 8       | 11      |
| 3.º     | Vélez Sarsfield (Santiago del Estero) | 24      | 14      | 7       | 3       | 4       | 18      | 8       | 10      |
| 4.º     | Comercio Central Unidos               | 18      | 14      | 5       | 3       | 6       | 14      | 21      | -7      |
| 5.º     | Independiente (Fernández)             | 16      | 14      | 3       | 7       | 4       | 15      | 16      | -1      |
| 6.º     | Instituto Santiago                    | 15      | 14      | 3       | 6       | 5       | 12      | 13      | -1      |
| 7.º     | Sarmiento (La Banda)                  | 13      | 14      | 3       | 4       | 7       | 14      | 21      | -7      |
| 8.º     | Sportivo Tintina                      | 6       | 14      | 0       | 6       | 8       | 9       | 25      | -16     |

|  | Clasificado a la etapa final del torneo. |

| Instituto Santiago      | 0 - 1 | Sarmiento (LB)        |
| Comercio Central Unidos | 0 - 3 | Güemes (SdE)          |
| Sportivo Tintina        | 0 - 3 | Vélez Sarsfield (SdE) |
| Unión Santiago          | 1 - 0 | Independiente (F)     |

| Sarmiento (LB)        | 4 - 0 | Comercio Central Unidos |
| Güemes (SdE)          | 3 - 0 | Sportivo Tintina        |
| Vélez Sarsfield (SdE) | 1 - 2 | Unión Santiago          |
| Independiente (F)     | 0 - 0 | Instituto Santiago      |

| Güemes (SdE)            | 1 - 0 | Vélez Sarsfield (SdE) |
| Instituto Santiago      | 0 - 0 | Unión Santiago        |
| Comercio Central Unidos | 0 - 2 | Independiente (F)     |
| Sportivo Tintina        | 0 - 0 | Sarmiento (LB)        |

| Vélez Sarsfield (SdE) | 0 - 0 | Instituto Santiago      |
| Independiente (F)     | 5 - 1 | Sportivo Tintina        |
| Unión Santiago        | 1 - 0 | Comercio Central Unidos |
| Sarmiento (LB)        | 0 - 2 | Güemes (SdE)            |

| Sarmiento (LB)          | 1 - 3 | Vélez Sarsfield (SdE) |
| Sportivo Tintina        | 0 - 1 | Unión Santiago        |
| Comercio Central Unidos | 3 - 4 | Instituto Santiago    |
| Güemes (SdE)            | 3 - 1 | Independiente (F)     |

| Vélez Sarsfield (SdE) | 1 - 2 | Comercio Central Unidos |
| Instituto Santiago    | 1 - 1 | Sportivo Tintina        |
| Independiente (F)     | 1 - 1 | Sarmiento (LB)          |
| Unión Santiago        | 0 - 1 | Güemes (SdE)            |

| Sarmiento (LB)    | 0 - 1 | Unión Santiago          |
| Sportivo Tintina  | 0 - 0 | Comercio Central Unidos |
| Independiente (F) | 0 - 3 | Vélez Sarsfield (SdE)   |
| Güemes (SdE)      | 2 - 3 | Instituto Santiago      |

| Vélez Sarsfield (SdE) | 2 - 1 | Sportivo Tintina        |
| Independiente (F)     | 2 - 2 | Unión Santiago          |
| Güemes (SdE)          | 0 - 0 | Comercio Central Unidos |
| Sarmiento (LB)        | 1 - 3 | Instituto Santiago      |

| Instituto Santiago      | 0 - 1 | Independiente (F)     |
| Sportivo Tintina        | 1 - 1 | Güemes (SdE)          |
| Comercio Central Unidos | 3 - 1 | Sarmiento (LB)        |
| Unión Santiago          | 0 - 0 | Vélez Sarsfield (SdE) |

| Sarmiento (LB)        | 2 - 1 | Sportivo Tintina        |
| Independiente (F)     | 1 - 1 | Comercio Central Unidos |
| Unión Santiago        | 1 - 0 | Instituto Santiago      |
| Vélez Sarsfield (SdE) | 0 - 0 | Güemes (SdE)            |

| Instituto Santiago      | 0 - 1 | Vélez Sarsfield (SdE) |
| Sportivo Tintina        | 0 - 1 | Independiente (F)     |
| Comercio Central Unidos | 0 - 2 | Unión Santiago        |
| Güemes (SdE)            | 1 - 1 | Sarmiento (LB)        |

| Instituto Santiago    | 0 - 1 | Comercio Central Unidos |
| Vélez Sarsfield (SdE) | 2 - 0 | Sarmiento (LB)          |
| Independiente (F)     | 0 - 0 | Güemes (SdE)            |
| Unión Santiago        | 3 - 1 | Sportivo Tintina        |

| Sarmiento (LB)          | 1 - 1 | Independiente (F)     |
| Sportivo Tintina        | 0 - 0 | Instituto Santiago    |
| Comercio Central Unidos | 1 - 0 | Vélez Sarsfield (SdE) |
| Güemes (SdE)            | 1 - 1 | Unión Santiago        |

| Instituto Santiago      | 1 - 1 | Güemes (SdE)      |
| Comercio Central Unidos | 3 - 2 | Sportivo Tintina  |
| Unión Santiago          | 3 - 1 | Sarmiento (LB)    |
| Vélez Sarsfield (SdE)   | 2 - 1 | Independiente (F) |

### Zona 13
| Zona 13 | Zona 13                   | Zona 13 | Zona 13 | Zona 13 | Zona 13 | Zona 13 | Zona 13 | Zona 13 | Zona 13 |
| Equipo  | Equipo                    | Pts     | PJ      | PG      | PE      | PP      | GF      | GC      | DIF     |
| ------- | ------------------------- | ------- | ------- | ------- | ------- | ------- | ------- | ------- | ------- |
| 1.º     | Concepción FC 1           | 28      | 14      | 8       | 4       | 2       | 22      | 12      | 10      |
| 2.º     | Atlético Concepción 1     | 22      | 14      | 6       | 4       | 4       | 18      | 18      | 0       |
| 3.º     | Atlético Policial         | 21      | 14      | 5       | 6       | 3       | 22      | 18      | 4       |
| 4.º     | Talleres (Frías) 3        | 21      | 14      | 6       | 3       | 5       | 23      | 24      | -1      |
| 5.º     | Villa Cubas 4             | 21      | 14      | 6       | 3       | 5       | 19      | 17      | 2       |
| 6.º     | Deportivo Aguilares 4 5   | 14      | 14      | 3       | 5       | 6       | 20      | 21      | -1      |
| 7.º     | Bella Vista (Tucumán) 2 5 | 13      | 14      | 3       | 4       | 7       | 13      | 22      | -9      |
| 8.º     | Atlético Amalia 2 3       | 11      | 14      | 2       | 5       | 7       | 21      | 26      | -5      |

|  | Clasificado a la etapa final del torneo. |

1: El Tribunal de Disciplina le dio ganado el partido a Atlético Concepción por 1 a 0 por incluir un mal jugador Concepción FC.
2: El Tribunal de Disciplina le dio ganado el partido a Bella Vista por 1 a 0 por incluir un mal jugador Atlético Amalia.
3: El Tribunal de Disciplina le dio ganado el partido a Talleres por 1 a 0 por incluir un mal jugador Atlético Amalia.
4: El Tribunal de Disciplina le dio ganado el partido a Villa Cubas por 1 a 0 por la no presentación de Deportivo Aguilares.
5: Partido suspendido a los 38 min del ST por invasión de hinchas de Bella Vista. El tribunal de disciplina lo dio por terminado.

| Atlético Policial   | 1 - 1 | Villa Cubas         |
| Bella Vista (T)     | 1 - 0 | Atlético Amalia     |
| Atlético Concepción | 1 - 0 | Concepción FC       |
| Talleres (F)        | 4 - 2 | Deportivo Aguilares |

| Atlético Amalia     | 0 - 1 | Talleres (F)        |
| Deportivo Aguilares | 0 - 0 | Atlético Policial   |
| Concepción FC       | 2 - 0 | Bella Vista (T)     |
| Villa Cubas         | 0 - 0 | Atlético Concepción |

| Atlético Policial   | 4 - 1 | Atlético Amalia     |
| Deportivo Aguilares | 2 - 0 | Villa Cubas         |
| Bella Vista (T)     | 2 - 2 | Atlético Concepción |
| Talleres (F)        | 0 - 1 | Concepción FC       |

| Atlético Amalia     | 2 - 1 | Deportivo Aguilares |
| Villa Cubas         | 2 - 0 | Bella Vista (T)     |
| Atlético Concepción | 2 - 0 | Talleres (F)        |
| Concepción FC       | 2 - 0 | Atlético Policial   |

| Atlético Policial   | 1 - 0 | Atlético Concepción |
| Talleres (F)        | 3 - 0 | Bella Vista (T)     |
| Atlético Amalia     | 2 - 3 | Villa Cubas         |
| Deportivo Aguilares | 1 - 2 | Concepción FC       |

| Villa Cubas         | 2 - 3 | Talleres (F)        |
| Bella Vista (T)     | 3 - 0 | Atlético Policial   |
| Atlético Concepción | 2 - 2 | Deportivo Aguilares |
| Concepción FC       | 2 - 1 | Atlético Amalia     |

| Atlético Amalia     | 5 - 1 | Atlético Concepción |
| Atlético Policial   | 3 - 3 | Talleres (F)        |
| Concepción FC       | 2 - 2 | Villa Cubas         |
| Deportivo Aguilares | 1 - 1 | Bella Vista (T)     |

| Atlético Amalia     | 0 - 0 | Bella Vista (T)     |
| Concepción FC       | 1 - 0 | Atlético Concepción |
| Deportivo Aguilares | 5 - 0 | Talleres (F)        |
| Villa Cubas         | 0 - 2 | Atlético Policial   |

| Atlético Concepción | 1 - 4 | Villa Cubas         |
| Atlético Policial   | 0 - 0 | Deportivo Aguilares |
| Bella Vista (T)     | 0 - 2 | Concepción FC       |
| Talleres (F)        | 4 - 3 | Atlético Amalia     |

| Concepción FC       | 1 - 1 | Talleres (F)        |
| Atlético Amalia     | 2 - 2 | Atlético Policial   |
| Atlético Concepción | 2 - 1 | Bella Vista (T)     |
| Villa Cubas         | 1 - 0 | Deportivo Aguilares |

| Bella Vista (T)     | 2 - 0 | Villa Cubas         |
| Talleres (F)        | 1 - 2 | Atlético Concepción |
| Deportivo Aguilares | 2 - 2 | Atlético Amalia     |
| Atlético Policial   | 2 - 2 | Concepción FC       |

| Atlético Concepción | 2 - 0 | Atlético Policial   |
| Bella Vista (T)     | 1 - 1 | Talleres (F)        |
| Villa Cubas         | 3 - 1 | Atlético Amalia     |
| Concepción FC       | 3 - 1 | Deportivo Aguilares |

| Deportivo Aguilares | 1 - 3 | Atlético Concepción |
| Atlético Amalia     | 2 - 2 | Concepción FC       |
| Talleres (F)        | 1 - 0 | Villa Cubas         |
| Atlético Policial   | 5 - 1 | Bella Vista (T)     |

| Bella Vista (T)     | 1 - 2 | Deportivo Aguilares |
| Villa Cubas         | 1 - 0 | Concepción FC       |
| Atlético Concepción | 0 - 0 | Atlético Amalia     |
| Talleres (F)        | 1 - 2 | Atlético Policial   |

### Zona 14
| Zona 14 | Zona 14                 | Zona 14 | Zona 14 | Zona 14 | Zona 14 | Zona 14 | Zona 14 | Zona 14 | Zona 14 |
| Equipo  | Equipo                  | Pts     | PJ      | PG      | PE      | PP      | GF      | GC      | DIF     |
| ------- | ----------------------- | ------- | ------- | ------- | ------- | ------- | ------- | ------- | ------- |
| 1.º     | 9 de Julio (Morteros)   | 25      | 14      | 7       | 4       | 3       | 16      | 12      | 4       |
| 2.º     | Racing (Córdoba)        | 25      | 14      | 7       | 4       | 3       | 24      | 14      | 10      |
| 3.º     | Sarmiento (Leones)      | 24      | 14      | 6       | 6       | 2       | 10      | 5       | 5       |
| 4.º     | San Jorge (Santa Fe)    | 22      | 14      | 6       | 4       | 4       | 17      | 15      | 2       |
| 5.º     | Tiro Federal (Morteros) | 15      | 14      | 3       | 6       | 5       | 20      | 23      | -3      |
| 6.º     | General Paz Juniors     | 14      | 14      | 3       | 5       | 6       | 10      | 14      | -4      |
| 7.º     | Argentino Peñarol       | 14      | 14      | 4       | 2       | 8       | 11      | 16      | -5      |
| 8.º     | Las Palmas              | 12      | 14      | 3       | 3       | 8       | 10      | 19      | -9      |

|  | Clasificado a la etapa final del torneo. |

| San Jorge (SF) | 1 - 1 | Sarmiento (L)       |
| Las Palmas     | 0 - 1 | Argentino Peñarol   |
| Racing (C)     | 4 - 1 | General Paz Juniors |
| 9 de Julio (M) | 1 - 1 | Tiro Federal (M)    |

| Tiro Federal (M)    | 3 - 2 | Racing (C)     |
| General Paz Juniors | 1 - 1 | Las Palmas     |
| Argentino Peñarol   | 0 - 1 | San Jorge (SF) |
| Sarmiento (L)       | 1 - 0 | 9 de Julio (M) |

| Racing (C)        | 1 - 1 | 9 de Julio (M)      |
| Argentino Peñarol | 0 - 0 | Sarmiento (L)       |
| San Jorge (SF)    | 0 - 1 | General Paz Juniors |
| Las Palmas        | 2 - 0 | Tiro Federal (M)    |

| 9 de Julio (M)      | 2 - 0 | Las Palmas        |
| Sarmiento (L)       | 0 - 0 | Racing (C)        |
| Tiro Federal        | 2 - 3 | San Jorge (SF)    |
| General Paz Juniors | 0 - 0 | Argentino Peñarol |

| Argentino Peñarol   | 1 - 2 | Tiro Federal (M) |
| Las Palmas          | 2 - 1 | Racing (C)       |
| General Paz Juniors | 0 - 1 | Sarmiento (L)    |
| San Jorge (SF)      | 1 - 2 | 9 de Julio (M)   |

| Tiro Federal (M) | 1 - 1 | General Paz Juniors |
| Racing (C)       | 2 - 0 | San Jorge (SF)      |
| Sarmiento (L)    | 2 - 0 | Las Palmas          |
| 9 de Julio (M)   | 2 - 1 | Argentino Peñarol   |

| Argentino Peñarol   | 0 - 2 | Racing (C)     |
| Tiro Federal (M)    | 0 - 0 | Sarmiento (L)  |
| General Paz Juniors | 0 - 1 | 9 de Julio (M) |
| San Jorge (SF)      | 3 - 1 | Las Palmas     |

| Argentino Peñarol   | 2 - 0 | Las Palmas     |
| Tiro Federal (M)    | 3 - 1 | 9 de Julio (M) |
| Sarmiento (L)       | 1 - 1 | San Jorge (SF) |
| General Paz Juniors | 1 - 1 | Racing (C)     |

| Las Palmas     | 1 - 2 | General Paz Juniors |
| 9 de Julio (M) | 2 - 1 | Sarmiento (L)       |
| Racing (C)     | 2 - 2 | Tiro Federal (M)    |
| San Jorge (SF) | 1 - 0 | Argentino Peñarol   |

| Sarmiento (L)       | 1 - 0 | Argentino Peñarol |
| Tiro Federal (M)    | 1 - 1 | Las Palmas        |
| 9 de Julio (M)      | 2 - 1 | Racing (C)        |
| General Paz Juniors | 0 - 1 | San Jorge (SF)    |

| Racing (C)        | 1 - 0 | Sarmiento (L)       |
| Las Palmas        | 1 - 0 | 9 de Julio (M)      |
| Argentino Peñarol | 1 - 0 | General Paz Juniors |
| San Jorge (SF)    | 3 - 3 | Tiro Federal (M)    |

| Racing (C)       | 2 - 0 | Las Palmas          |
| 9 de Julio (M)   | 0 - 0 | San Jorge (SF)      |
| Sarmiento (L)    | 1 - 0 | General Paz Juniors |
| Tiro Federal (M) | 2 - 3 | Argentino Peñarol   |

| General Paz Juniors | 2 - 0 | Tiro Federal (M) |
| Las Palmas          | 0 - 0 | Sarmiento (L)    |
| San Jorge (SF)      | 0 - 1 | Racing (C)       |
| Argentino Peñarol   | 0 - 1 | 9 de Julio (M)   |

| Sarmiento (L)  | 1 - 0 | Tiro Federal (M)    |
| Las Palmas     | 1 - 2 | San Jorge (SF)      |
| 9 de Julio (M) | 1 - 1 | General Paz Juniors |
| Racing (C)     | 4 - 2 | Argentino Peñarol   |

### Zona 15
| Zona 15 | Zona 15                      | Zona 15 | Zona 15 | Zona 15 | Zona 15 | Zona 15 | Zona 15 | Zona 15 | Zona 15 |
| Equipo  | Equipo                       | Pts     | PJ      | PG      | PE      | PP      | GF      | GC      | DIF     |
| ------- | ---------------------------- | ------- | ------- | ------- | ------- | ------- | ------- | ------- | ------- |
| 1.º     | Juventud Alianza             | 26      | 14      | 7       | 5       | 2       | 20      | 12      | 8       |
| 2.º     | Independiente Villa Obrera 1 | 26      | 14      | 8       | 2       | 4       | 17      | 12      | 5       |
| 3.º     | Sportivo Peñarol (Chimbas)   | 24      | 14      | 6       | 6       | 2       | 21      | 12      | 9       |
| 4.º     | Atlético Trinidad 1          | 23      | 14      | 6       | 5       | 3       | 17      | 12      | 5       |
| 5.º     | Colón Juniors                | 17      | 14      | 4       | 5       | 5       | 15      | 18      | -3      |
| 6.º     | Desamparados                 | 14      | 14      | 3       | 5       | 6       | 13      | 15      | -2      |
| 7.º     | Sportivo Del Bono            | 11      | 14      | 3       | 2       | 9       | 10      | 22      | -12     |
| 8.º     | Atenas de Pocito             | 10      | 14      | 2       | 4       | 8       | 14      | 24      | -10     |

|  | Clasificado a la etapa final del torneo. |

1: Suspendido a los 60 ST. por incidentes entre los jugadores cuando iba 2 a 1. El Tribunal de Disciplina le dio ganado el partido a Atlético Trinidad 1 a 0.

| Juventud Alianza | 2 - 2 | Colón Juniors         |
| Independiente VO | 1 - 0 | Sportivo Del Bono     |
| Atenas (P)       | 0 - 1 | Sportivo Peñarol (Ch) |
| Atl. Trinidad    | 0 - 0 | Desamparados          |

| Colón Juniors         | 0 - 0 | Atenas (P)        |
| Desamparados          | 0 - 1 | Juventud Alianza  |
| Sportivo Peñarol (Ch) | 1 - 1 | Independiente VO  |
| Sportivo Del Bono     | 1 - 1 | Atlético Trinidad |

| Independiente VO  | 3 - 1 | Atenas (P)            |
| Juventud Alianza  | 2 - 0 | Sportivo Del Bono     |
| Desamparados      | 1 - 1 | Colón Juniors         |
| Atlético Trinidad | 1 - 0 | Sportivo Peñarol (Ch) |

| Atenas de Pocito      | 2 - 0 | Atlético Trinidad |
| Sportivo Del Bono     | 1 - 0 | Desamparados      |
| Colón Juniors         | 0 - 1 | Independiente VO  |
| Sportivo Peñarol (Ch) | 2 - 2 | Juventud Alianza  |

| Sportivo Del Bono | 0 - 1 | Colón Juniors         |
| Juventud Alianza  | 1 - 1 | Atenas (P)            |
| Desamparados      | 2 - 2 | Sportivo Peñarol (Ch) |
| Atlético Trinidad | 2 - 1 | Independiente VO      |

| Colón Juniors         | 1 - 1 | Atlético Trinidad |
| Independiente VO      | 1 - 0 | Juventud Alianza  |
| Atenas (P)            | 2 - 2 | Desamparados      |
| Sportivo Peñarol (Ch) | 2 - 0 | Sportivo Del Bono |

| Sportivo Peñarol (Ch) | 2 - 1 | Colón Juniors     |
| Juventud Alianza      | 1 - 1 | Atlético Trinidad |
| Desamparados          | 0 - 1 | Independiente VO  |
| Sportivo Del Bono     | 1 - 0 | Atenas (P)        |

| Desamparados          | 2 - 1 | Atlético Trinidad |
| Sportivo Del Bono     | 1 - 0 | Independiente VO  |
| Colón Juniors         | 1 - 3 | Juventud Alianza  |
| Sportivo Peñarol (Ch) | 4 - 0 | Atenas (P)        |

| Atlético Trinidad | 4 - 1 | Sportivo Del Bono     |
| Atenas (P)        | 0 - 1 | Colón Juniors         |
| Independiente VO  | 1 - 0 | Sportivo Peñarol (Ch) |
| Juventud Alianza  | 2 - 1 | Desamparados          |

| Sportivo Del Bono     | 0 - 0 | Juventud Alianza  |
| Atenas (P)            | 3 - 3 | Independiente VO  |
| Colón Juniors         | 1 - 0 | Desamparados      |
| Sportivo Peñarol (Ch) | 0 - 0 | Atlético Trinidad |

| Desamparados      | 1 - 0 | Sportivo Del Bono     |
| Independiente VO  | 3 - 2 | Colón Juniors         |
| Juventud Alianza  | 0 - 1 | Sportivo Peñarol (Ch) |
| Atlético Trinidad | 1 - 0 | Atenas (P)            |

| Sportivo Peñarol (Ch) | 1 - 1 | Desamparados      |
| Colón Juniors         | 3 - 1 | Sportivo Del Bono |
| Atenas (P)            | 1 - 2 | Juventud Alianza  |
| Independiente VO      | 0 - 1 | Atlético Trinidad |

| Desamparados      | 3 - 1 | Atenas (P)            |
| Atlético Trinidad | 3 - 0 | Colón Juniors         |
| Juventud Alianza  | 1 - 0 | Independiente VO      |
| Sportivo Del Bono | 2 - 4 | Sportivo Peñarol (Ch) |

| Colón Juniors     | 1 - 1 | Sportivo Peñarol (Ch) |
| Atlético Trinidad | 1 - 3 | Juventud Alianza      |
| Atenas (P)        | 3 - 2 | Sportivo Del Bono     |
| Independiente VO  | 1 - 0 | Desamparados          |

### Zona 16
| Zona 16 | Zona 16               | Zona 16 | Zona 16 | Zona 16 | Zona 16 | Zona 16 | Zona 16 | Zona 16 | Zona 16 |
| Equipo  | Equipo                | Pts     | PJ      | PG      | PE      | PP      | GF      | GC      | DIF     |
| ------- | --------------------- | ------- | ------- | ------- | ------- | ------- | ------- | ------- | ------- |
| 1.º     | Gutiérrez SC          | 28      | 14      | 8       | 4       | 2       | 21      | 12      | 9       |
| 2.º     | Atlético Argentino 1  | 26      | 14      | 7       | 5       | 2       | 14      | 5       | 9       |
| 3.º     | Atlético Palmira      | 24      | 14      | 7       | 3       | 4       | 11      | 9       | 2       |
| 4.º     | Huracán Las Heras     | 21      | 14      | 6       | 3       | 5       | 17      | 15      | 2       |
| 5.º     | Deportivo Guaymallén  | 18      | 14      | 5       | 3       | 6       | 11      | 14      | -3      |
| 6.º     | Empleados de Comercio | 16      | 14      | 5       | 1       | 8       | 12      | 16      | -4      |
| 7.º     | San Martín (Mendoza)  | 14      | 14      | 4       | 2       | 8       | 10      | 14      | -4      |
| 8.º     | Luján SC 1            | 10      | 14      | 3       | 1       | 10      | 11      | 22      | -11     |

|  | Clasificado a la etapa final del torneo. |

1: Suspendido a los 29 ST. por incidentes provocados por la hinchada de Luján SC. El Tribunal de Disciplina le dio ganado el partido a Atlético Argentino.

| CEC                | 1 - 2 | Dep. Guaymallén  |
| Luján SC SC        | 0 - 1 | San Martín (M)   |
| Huracán Las Heras  | 2 - 1 | Gutiérrez SC     |
| Atlético Argentino | 1 - 0 | Atlético Palmira |

| Dep. Guaymallén  | 0 - 1 | Atlético Argentino |
| Gutiérrez SC     | 0 - 4 | CEC                |
| Atlético Palmira | 1 - 0 | Luján SC SC        |
| San Martín (M)   | 0 - 1 | Huracán Las Heras  |

| CEC                  | 2 - 1 | San Martín (M)   |
| Deportivo Guaymallén | 0 - 0 | Atlético Palmira |
| Atlético Argentino   | 0 - 0 | Gutiérrez SC     |
| Huracán Las Heras    | 2 - 2 | Luján SC         |

| Atlético Palmira | 2 - 1 | Huracán Las Heras    |
| Gutiérrez SC     | 3 - 1 | Deportivo Guaymallén |
| Luján SC         | 1 - 2 | CEC                  |
| San Martín (M)   | 0 - 1 | Atlético Argentino   |

| Atlético Argentino   | 1 - 0 | Luján SC          |
| CEC                  | 1 - 3 | Huracán Las Heras |
| Deportivo Guaymallén | 0 - 0 | San Martín (M)    |
| Gutiérrez SC         | 2 - 0 | Atlético Palmira  |

| San Martín (M)    | 1 - 2 | Gutiérrez SC         |
| Luján SC          | 0 - 2 | Deportivo Guaymallén |
| Atlético Palmira  | 2 - 0 | CEC                  |
| Huracán Las Heras | 1 - 1 | Atlético Argentino   |

| Deportivo Guaymallén | 1 - 2 | Huracán Las Heras |
| Gutiérrez SC         | 4 - 1 | Luján SC          |
| Atlético Argentino   | 1 - 0 | CEC               |
| San Martín (M)       | 1 - 0 | Atlético Palmira  |

| Gutiérrez SC         | 2 - 0 | Huracán Las Heras  |
| Deportivo Guaymallén | 1 - 0 | CEC                |
| Atlético Palmira     | 0 - 0 | Atlético Argentino |
| San Martín (M)       | 1 - 2 | Luján SC           |

| Luján SC           | 3 - 1 | Atlético Palmira     |
| Huracán Las Heras  | 0 - 1 | San Martín (M)       |
| CEC                | 0 - 0 | Gutiérrez SC         |
| Atlético Argentino | 1 - 1 | Deportivo Guaymallén |

| Gutiérrez SC     | 2 - 1 | Atlético Argentino   |
| Atlético Palmira | 1 - 0 | Deportivo Guaymallén |
| Luján SC         | 2 - 1 | Huracán Las Heras    |
| San Martín (M)   | 3 - 0 | CEC                  |

| CEC                  | 1 - 0 | Luján SC         |
| Huracán Las Heras    | 1 - 2 | Atlético Palmira |
| Atlético Argentino   | 3 - 0 | San Martín (M)   |
| Deportivo Guaymallén | 1 - 3 | Gutiérrez SC     |

| Huracán Las Heras | 1 - 0 | CEC                  |
| Atlético Palmira  | 0 - 0 | Gutiérrez SC         |
| San Martín (M)    | 0 - 1 | Deportivo Guaymallén |
| Luján SC          | 0 - 3 | Atlético Argentino   |

| Deportivo Guaymallén | 1 - 0 | Luján SC          |
| Gutiérrez SC         | 1 - 1 | San Martín (M)    |
| Atlético Argentino   | 0 - 0 | Huracán Las Heras |
| CEC                  | 0 - 1 | Atlético Palmira  |

| Atlético Palmira  | 1 - 0 | San Martín (M)       |
| Huracán Las Heras | 2 - 0 | Deportivo Guaymallén |
| CEC               | 1 - 0 | Atlético Argentino   |
| Luján SC          | 0 - 1 | Gutiérrez SC         |

### Zona 17
| Zona 17 | Zona 17                        | Zona 17 | Zona 17 | Zona 17 | Zona 17 | Zona 17 | Zona 17 | Zona 17 | Zona 17 |
| Equipo  | Equipo                         | Pts     | PJ      | PG      | PE      | PP      | GF      | GC      | DIF     |
| ------- | ------------------------------ | ------- | ------- | ------- | ------- | ------- | ------- | ------- | ------- |
| 1.º     | Estudiantes (Río Cuarto)       | 28      | 14      | 9       | 1       | 4       | 24      | 11      | 13      |
| 2.º     | Huracán (San Rafael)           | 27      | 14      | 9       | 0       | 5       | 35      | 19      | 16      |
| 3.º     | Jorge Newbery (Villa Mercedes) | 21      | 14      | 5       | 6       | 3       | 17      | 15      | 2       |
| 4.º     | Atenas (Río Cuarto)            | 18      | 14      | 4       | 6       | 4       | 16      | 19      | -3      |
| 5.º     | Alumni (Villa María)           | 18      | 14      | 4       | 6       | 4       | 17      | 19      | -2      |
| 6.º     | Pacífico                       | 18      | 14      | 5       | 3       | 6       | 15      | 19      | -4      |
| 7.º     | Sportivo Balloffet             | 12      | 14      | 3       | 3       | 8       | 15      | 28      | -13     |
| 8.º     | Alianza de Moldes              | 11      | 14      | 2       | 5       | 7       | 18      | 27      | -9      |

|  | Clasificado a la etapa final del torneo. |

| Huracán (SR)     | 1 - 2 | Sportivo Balloffet |
| Alumni (VM)      | 1 - 1 | Atenas (RC)        |
| Estudiantes (RC) | 2 - 0 | Alianza (CM)       |
| Pacífico (GA)    | 2 - 1 | Jorge Newbery (VM) |

| Sportivo Balloffet | 2 - 3 | Alumni (VM)      |
| Alianza (CM)       | 2 - 1 | Pacífico (GA)    |
| Atenas (RC)        | 1 - 0 | Estudiantes (RC) |
| Jorge Newbery (VM) | 2 - 1 | Huracán (SR)     |

| Estudiantes (RC)   | 3 - 2 | Alumni (VM)        |
| Jorge Newbery (VM) | 1 - 0 | Sportivo Balloffet |
| Pacífico (GA)      | 0 - 2 | Atenas (RC)        |
| Huracán (SR)       | 4 - 0 | Alianza (CM)       |

| Sportivo Balloffet | 1 - 0 | Estudiantes (RC)   |
| Alumni (VM)        | 1 - 0 | Pacífico (GA)      |
| Atenas (RC)        | 1 - 3 | Huracán (SR)       |
| Alianza (CM)       | 2 - 4 | Jorge Newbery (VM) |

| Pacífico (GA)      | 1 - 2 | Estudiantes (RC)   |
| Alianza (CM)       | 2 - 3 | Sportivo Balloffet |
| Jorge Newbery (VM) | 1 - 1 | Atenas (RC)        |
| Huracán (SR)       | 5 - 2 | Alumni (VM)        |

| Atenas (RC)        | 1 - 1 | Alianza (CM)       |
| Estudiantes (RC)   | 4 - 0 | Huracán (SR)       |
| Sportivo Balloffet | 0 - 0 | Pacífico (GA)      |
| Alumni (VM)        | 0 - 0 | Jorge Newbery (VM) |

| Atenas (RC)        | 4 - 1 | Sportivo Balloffet |
| Alianza (CM)       | 2 - 2 | Alumni (VM)        |
| Jorge Newbery (VM) | 3 - 2 | Estudiantes (RC)   |
| Huracán (SR)       | 3 - 1 | Pacífico (GA)      |

| Atenas (RC)        | 0 - 0 | Alumni (VM)      |
| Alianza (CM)       | 0 - 1 | Estudiantes (RC) |
| Jorge Newbery (VM) | 0 - 0 | Pacífico (GA)    |
| Sportivo Balloffet | 2 - 4 | Huracán (SR)     |

| Alumni (VM)      | 2 - 0 | Sportivo Balloffet |
| Pacífico (GA)    | 3 - 2 | Alianza (CM)       |
| Estudiantes (RC) | 1 - 0 | Atenas (RC)        |
| Huracán (SR)     | 1 - 0 | Jorge Newbery (VM) |

| Alumni (VM)        | 0 - 0 | Estudiantes (RC)   |
| Sportivo Balloffet | 1 - 1 | Jorge Newbery (VM) |
| Atenas (RC)        | 1 - 1 | Pacífico (GA)      |
| Alianza (CM)       | 1 - 3 | Huracán (SR)       |

| Estudiantes (RC)   | 4 - 0 | Sportivo Balloffet |
| Jorge Newbery (VM) | 1 - 1 | Alianza (CM)       |
| Huracán (SR)       | 5 - 0 | Atenas (RC)        |
| Pacífico (GA)      | 2 - 1 | Alumni (VM)        |

| Estudiantes (RC)   | 2 - 0 | Pacífico (GA)      |
| Atenas (RC)        | 1 - 1 | Jorge Newbery (VM) |
| Sportivo Balloffet | 1 - 1 | Alianza (CM)       |
| Alumni (VM)        | 2 - 1 | Huracán (SR)       |

| Alianza (CM)       | 3 - 0 | Atenas (RC)        |
| Jorge Newbery (VM) | 2 - 0 | Alumni (VM)        |
| Pacífico (GA)      | 2 - 1 | Sportivo Balloffet |
| Huracán (SR)       | 3 - 0 | Estudiantes (RC)   |

| Sportivo Balloffet | 1 - 3 | Atenas (RC)        |
| Alumni (VM)        | 1 - 1 | Alianza (CM)       |
| Pacífico (GA)      | 2 - 1 | Huracán (SR)       |
| Estudiantes (RC)   | 3 - 0 | Jorge Newbery (VM) |

### Tabla de mejores cuartos
| Equipo                        | Pts | PJ | PG | PE | PP | GF | GC | Dif |
| ----------------------------- | --- | -- | -- | -- | -- | -- | -- | --- |
| Atlético Trinidad             | 23  | 14 | 6  | 5  | 3  | 17 | 12 | 5   |
| Mitre (Salta)                 | 22  | 14 | 5  | 7  | 2  | 21 | 12 | 9   |
| Comercio (Santa Sylvina)      | 22  | 14 | 5  | 7  | 2  | 22 | 14 | 8   |
| América (General Pirán)       | 22  | 14 | 6  | 4  | 4  | 17 | 15 | 2   |
| San Jorge (Santa Fe)          | 22  | 14 | 6  | 4  | 4  | 17 | 15 | 2   |
| Aprendices Casildenses        | 21  | 14 | 6  | 3  | 5  | 27 | 21 | 6   |
| Defensores de Pronunciamiento | 21  | 14 | 5  | 6  | 3  | 20 | 16 | 4   |
| Huracán Las Heras             | 21  | 14 | 6  | 3  | 5  | 17 | 15 | 2   |
| Talleres (Frías)              | 21  | 14 | 6  | 3  | 5  | 23 | 24 | -1  |
| El Linqueño                   | 20  | 14 | 5  | 5  | 4  | 20 | 11 | 9   |
| Atenas (Río Cuarto)           | 18  | 14 | 4  | 6  | 4  | 16 | 19 | -3  |
| Ben Hur                       | 18  | 14 | 4  | 6  | 4  | 12 | 15 | -3  |
| Comercio Central Unidos       | 18  | 14 | 5  | 3  | 6  | 14 | 21 | -7  |

|  | Clasificado a la etapa final del torneo. |

## Segunda fase
La Segunda fase estará integrada por los seis mejores equipos de la región Patagónica representados por los dos mejores de la zona 1 y los cuatro mejores de la zona 2. Se disputará por eliminación directa, a doble partido uno en cada sede. Se ordenarán a los clubes de la posición 1.º a 6.º de acuerdo al promedio de puntos obtenidos en la Primera fase, dividiendo los puntos obtenidos por la cantidad de partidos jugados. Los tres ganadores clasifican a la Etapa Final.
Criterio de desempate en caso de igualdad en el promedio: 
1. Mayor diferencia de gol
2. Mayor cantidad de goles a favor
3. Sorteo

| Equipo                          | Prom  | Pts | PJ | PG | PE | PP | GF | GC | Dif |
| ------------------------------- | ----- | --- | -- | -- | -- | -- | -- | -- | --- |
| Sol de Mayo                     | 2.500 | 25  | 10 | 8  | 1  | 1  | 29 | 12 | 17  |
| Germinal                        | 2.444 | 22  | 9  | 7  | 1  | 1  | 20 | 7  | 13  |
| Cruz del Sur                    | 2.111 | 19  | 9  | 6  | 1  | 2  | 24 | 13 | 11  |
| Deportivo 25 de Mayo (La Pampa) | 1.600 | 16  | 10 | 5  | 1  | 4  | 18 | 17 | 1   |
| Independiente (Río Colorado)    | 1.600 | 16  | 10 | 5  | 1  | 4  | 16 | 16 | 0   |
| Atlético Regina                 | 1.300 | 13  | 10 | 4  | 1  | 5  | 15 | 15 | 0   |

| Local - Vuelta | Global | Local - Ida               | Ida   | Vuelta |
| -------------- | ------ | ------------------------- | ----- | ------ |
| Sol de Mayo    | 3 - 0  | Atlético Regina           | 0 - 0 | 3 - 0  |
| Germinal       | 6 - 2  | Independiente (RC)        | 2 - 1 | 4 - 1  |
| Cruz del Sur   | 4 - 1  | Deportivo 25 de Mayo (LP) | 0 - 0 | 4 - 1  |

## Etapa final

### Primera ronda
| Local - Vuelta          | Global        | Local - Ida                   | Ida   | Vuelta |
| ----------------------- | ------------- | ----------------------------- | ----- | ------ |
| Germinal                | 3 - 6         | Villa Mitre                   | 1 - 3 | 2 - 3  |
| Cruz del Sur            | (4) 3 - 3 (5) | Tiro Federal (BB)             | 0 - 2 | 3 - 1  |
| Ferro Sud (O)           | 1 - 3         | Sol de Mayo                   | 0 - 2 | 1 - 1  |
| Rivadavia (L)           | 5 - 0         | Kimberley (MdP)               | 3 - 0 | 2 - 0  |
| Sarmiento (A)           | (2) 1 - 1 (4) | Juventud (P)                  | 1 - 1 | 1 - 1  |
| Agropecuario            | (5) 3 - 3 (3) | América (GP)                  | 0 - 3 | 3 - 0  |
| Unión (S)               | 6 - 2         | Aprendices Casildenses        | 2 - 2 | 4 - 0  |
| Sportivo Rivadavia (VT) | 3 - 5         | 9 de Julio (R)                | 1 - 3 | 2 - 2  |
| Atlético Camioneros     | (4) 1 - 1 (2) | La Emilia                     | 0 - 0 | 1 - 1  |
| Sportivo Las Parejas    | 4 - 0         | Puerto General San Martín     | 0 - 0 | 4 - 0  |
| Deportivo Achirense     | 2 - 0         | Comercio (SS)                 | 0 - 0 | 2 - 0  |
| Juventud Unida (C)      | 0 - 3         | Defensores de Pronunciamiento | 0 - 3 | 0 - 0  |
| Libertad (C)            | 4 - 2         | Independiente (F)             | 1 - 2 | 3 - 0  |
| Resistencia Central     | (4) 1 - 1 (2) | Colegiales (C)                | 1 - 1 | 0 - 0  |
| Almirante Brown (L)     | 2 - 1         | Güemes (SdE)                  | 0 - 0 | 2 - 1  |
| Atlético Concepción     | 2 - 3         | Vélez Sarsfield (SdE)         | 1 - 2 | 1 - 1  |
| Monterrico San Vicente  | 0 - 2         | Central Norte (S)             | 0 - 1 | 0 - 1  |
| Talleres (P)            | (4) 1 - 1 (5) | Mitre (S)                     | 0 - 1 | 1 - 0  |
| Concepción FC           | 2 - 0         | Deportivo Tabacal             | 0 - 0 | 2 - 0  |
| Unión Santiago          | 4 - 0         | Deportivo Lastenia            | 0 - 0 | 4 - 0  |
| Racing (C)              | 6 - 3         | Atlético Policial             | 3 - 2 | 3 - 1  |
| Huracán (SR)            | (4) 3 - 3 (5) | Sarmiento (L)                 | 1 - 1 | 2 - 2  |
| 9 de Julio (M)          | 3 - 2         | Jorge Newbery (VM)            | 1 - 2 | 2 - 0  |
| Estudiantes (RC)        | 3 - 1         | San Jorge (SF)                | 2 - 0 | 1 - 1  |
| Juventud Alianza        | 2 - 4         | Huracán Las Heras             | 1 - 3 | 1 - 1  |
| Atlético Argentino      | 4 - 3         | Sportivo Peñarol (Ch)         | 1 - 3 | 3 - 0  |
| Independiente (VO)      | (5) 0 - 0 (4) | Atlético Palmira              | 0 - 0 | 0 - 0  |
| Gutiérrez SC            | 3 - 1         | Atlético Trinidad             | 1 - 1 | 2 - 0  |

### Segunda ronda
| Local - Vuelta        | Global        | Local - Ida                   | Ida   | Vuelta |
| --------------------- | ------------- | ----------------------------- | ----- | ------ |
| Villa Mitre           | 1 - 2         | Tiro Federal (BB)             | 1 - 2 | 0 - 0  |
| Rivadavia (L)         | 5 - 1         | Sol de Mayo                   | 2 - 1 | 3 - 0  |
| Agropecuario          | 0 - 4         | Juventud (P)                  | 0 - 2 | 0 - 2  |
| Unión (S)             | 3 - 2         | 9 de Julio (R)                | 1 - 2 | 2 - 0  |
| Sportivo Las Parejas  | 4 - 2         | Atlético Camioneros           | 1 - 0 | 3 - 2  |
| Deportivo Achirense   | (4) 3 - 3 (2) | Defensores de Pronunciamiento | 0 - 3 | 3 - 0  |
| Libertad (C)          | 5 - 0         | Resistencia Central           | 1 - 0 | 4 - 0  |
| Vélez Sarsfield (SdE) | 3 - 2         | Almirante Brown (L)           | 2 - 1 | 1 - 1  |
| Central Norte (S)     | (3) 2 - 2 (4) | Mitre (S)                     | 2 - 1 | 0 - 1  |
| Unión Santiago        | 1 - 2         | Concepción FC                 | 1 - 2 | 0 - 0  |
| Racing (C)            | 3 - 1         | Sarmiento (L)                 | 1 - 1 | 2 - 0  |
| Estudiantes (RC)      | 1 - 2         | 9 de Julio (M)                | 1 - 0 | 0 - 2  |
| Atlético Argentino    | (0) 2 - 2 (3) | Huracán Las Heras             | 1 - 2 | 1 - 0  |
| Independiente (VO)    | 3 - 6         | Gutiérrez SC                  | 0 - 6 | 3 - 0  |

### Tercera ronda
| Local - Vuelta        | Global        | Local - Ida         | Ida   | Vuelta |
| --------------------- | ------------- | ------------------- | ----- | ------ |
| Rivadavia (L)         | (2) 2 - 2 (4) | Tiro Federal (BB)   | 1 - 0 | 1 - 2  |
| Unión (S)             | 2 - 1         | Juventud (P)        | 1 - 0 | 1 - 1  |
| Sportivo Las Parejas  | (8) 0 - 0 (7) | Deportivo Achirense | 0 - 0 | 0 - 0  |
| Vélez Sarsfield (SdE) | 2 - 1         | Libertad (C)        | 0 - 0 | 2 - 1  |
| Mitre (S)             | 3 - 5         | Concepción FC       | 0 - 3 | 3 - 2  |
| Racing (C)            | (4) 5 - 5 (5) | 9 de Julio (M)      | 2 - 4 | 3 - 1  |
| Gutiérrez SC          | (3) 2 - 2 (0) | Huracán Las Heras   | 0 - 1 | 2 - 1  |

## Goleadores
| Jugador              | Equipo              | Goles |
| -------------------- | ------------------- | ----- |
| Emmanuel Barboza     | Rivadavia (L)       | 15    |
| Bruno Sepúlveda      | Sol de Mayo         | 14    |
| Cristian Alfaro      | Mitre (S)           | 12    |
| Franco Montero       | Cruz del Sur        | 12    |
| Damián Cirillo       | Independiente (F)   | 10    |
| Facundo Suárez       | Juventud Unida (Ch) | 10    |
| Fernando Valdebenito | Sol de Mayo         | 10    |

Fuente: www.soloascenso.com.ar